# Liste des communes de la Dordogne
Pour les autres listes de communes françaises, voir Listes des communes de France.
| - La Dordogne en France métropolitaine. - Carte des communes de la Dordogne en 2019. |

Cette page liste les 503 communes du département français de la Dordogne au 1er janvier 2025.

## Histoire des communes
Le département de la Dordogne est créé à la Révolution française, le 4 mars 1790, en application de la loi du 22 décembre 1789, sur la majeure partie de l'ancienne province du Périgord, mais aussi de zones réduites de l'Agenais, de l'Angoumois et du Limousin.
En 1793, dix communes de la Corrèze sont rattachées par décret à la Dordogne : Boisseuilh, Coubjours, Génis, Payzac, Saint-Cyr-les-Champagnes, Saint-Mesmin, Sainte-Trie, Salagnac, Savignac-Lédrier et Teillots.
En 1793, la Dordogne cède Cavarc au département de Lot-et-Garonne,.
Le 6 nivôse an III (26 décembre 1794), la commune de Parcoul est détachée de la Charente-Inférieure et réunie à la Dordogne.
En 1819, la commune de Beaurepos est soustraite du département et fusionne avec Souillac dans le Lot.
De 1989 à 2015, la Dordogne compte 557 communes.
Au 1er janvier 2016, leur nombre baisse à 545, avec la création de neuf communes nouvelles (Beaumontois en Périgord, Boulazac Isle Manoire, Brantôme en Périgord, Coux et Bigaroque-Mouzens, Parcoul-Chenaud, Pays de Belvès, Saint Aulaye-Puymangou, Sainte-Alvère-Saint-Laurent Les Bâtons et Sorges et Ligueux en Périgord) remplaçant 21 communes initiales.
Au 1er janvier 2017, onze autres communes nouvelles (Bassillac et Auberoche, Boulazac Isle Manoire, Castels et Bézenac, Les Coteaux Périgourdins, Cubjac-Auvézère-Val d'Ans, La Jemaye-Ponteyraud, Mareuil en Périgord, Saint Privat en Périgord, Sanilhac, La Tour-Blanche-Cercles, et Val de Louyre et Caudeau) remplacent 36 communes. Il y a alors 520 communes en Dordogne.
Au 1er janvier 2019, six communes nouvelles (Coly-Saint-Amand, Eyraud-Crempse-Maurens, Les Eyzies, Saint-Julien-Innocence-Eulalie, Sigoulès-et-Flaugeac et l'élargissement de Brantôme en Périgord) remplacent 21 communes abaissant le nombre de communes dans le département à 505.
Au 1er janvier 2022, le département compte 503 communes à la suite de la création de la commune nouvelle de Pechs-de-l'Espérance par regroupement de 3 communes.

## Liste des communes
Le tableau suivant donne la liste des communes au 1er janvier 2025, en précisant leur code Insee, leur code postal principal, leur arrondissement, leur canton, leur intercommunalité, leur superficie, leur population et leur densité, d'après les chiffres de l'Insee issus du recensement 2022,.
| Nom                                    | Code Insee | Code postal       | Arrondissement   | Canton                             | Intercommunalité                          | Superficie (km2) | Population (dernière pop. légale) | Densité (hab./km2) | Modifier                                    |
| -------------------------------------- | ---------- | ----------------- | ---------------- | ---------------------------------- | ----------------------------------------- | ---------------- | --------------------------------- | ------------------ | ------------------------------------------- |
| Périgueux (préfecture)                 | 24322      | 24000             | Périgueux        | Périgueux-1 Périgueux-2            | CA Le Grand Périgueux                     | 9,82             | 29 876 (2022)                     | 3 042              | modifier les données · modifier les données |
| Abjat-sur-Bandiat                      | 24001      | 24300             | Nontron          | Périgord Vert Nontronnais          | CC du Périgord Nontronnais                | 27,62            | 635 (2022)                        | 23                 | modifier les données · modifier les données |
| Agonac                                 | 24002      | 24460             | Périgueux        | Trélissac                          | CA Le Grand Périgueux                     | 37,22            | 1 809 (2022)                      | 49                 | modifier les données · modifier les données |
| Ajat                                   | 24004      | 24210             | Sarlat-la-Canéda | Le Haut-Périgord Noir              | CC Terrassonnais Haut Périgord Noir       | 21,95            | 300 (2022)                        | 14                 | modifier les données · modifier les données |
| Allas-les-Mines                        | 24006      | 24220             | Sarlat-la-Canéda | Vallée Dordogne                    | CC Vallée de la Dordogne et Forêt Bessède | 7,04             | 195 (2022)                        | 28                 | modifier les données · modifier les données |
| Allemans                               | 24007      | 24600             | Périgueux        | Ribérac                            | CC du Périgord Ribéracois                 | 18,75            | 543 (2022)                        | 29                 | modifier les données · modifier les données |
| Alles-sur-Dordogne                     | 24005      | 24480             | Bergerac         | Lalinde                            | CC des Bastides Dordogne-Périgord         | 9,41             | 384 (2022)                        | 41                 | modifier les données · modifier les données |
| Angoisse                               | 24008      | 24270             | Nontron          | Isle-Loue-Auvézère                 | CC Isle-Loue-Auvézère en Périgord         | 23,13            | 595 (2022)                        | 26                 | modifier les données · modifier les données |
| Anlhiac                                | 24009      | 24160             | Nontron          | Isle-Loue-Auvézère                 | CC Isle-Loue-Auvézère en Périgord         | 11,86            | 266 (2022)                        | 22                 | modifier les données · modifier les données |
| Annesse-et-Beaulieu                    | 24010      | 24430             | Périgueux        | Saint-Astier                       | CA Le Grand Périgueux                     | 12,12            | 1 478 (2022)                      | 122                | modifier les données · modifier les données |
| Antonne-et-Trigonant                   | 24011      | 24420             | Périgueux        | Trélissac                          | CA Le Grand Périgueux                     | 20,23            | 1 221 (2022)                      | 60                 | modifier les données · modifier les données |
| Archignac                              | 24012      | 24590             | Sarlat-la-Canéda | Terrasson-Lavilledieu              | CC du Pays de Fénelon                     | 22,90            | 403 (2022)                        | 18                 | modifier les données · modifier les données |
| Aubas                                  | 24014      | 24290             | Sarlat-la-Canéda | Vallée de l'Homme                  | CC de la Vallée de l'Homme                | 17,53            | 615 (2022)                        | 35                 | modifier les données · modifier les données |
| Audrix                                 | 24015      | 24260             | Sarlat-la-Canéda | Vallée Dordogne                    | CC de la Vallée de l'Homme                | 6,22             | 272 (2022)                        | 44                 | modifier les données · modifier les données |
| Augignac                               | 24016      | 24300             | Nontron          | Périgord Vert Nontronnais          | CC du Périgord Nontronnais                | 22,64            | 825 (2022)                        | 36                 | modifier les données · modifier les données |
| Auriac-du-Périgord                     | 24018      | 24290             | Sarlat-la-Canéda | Le Haut-Périgord Noir              | CC Terrassonnais Haut Périgord Noir       | 18,63            | 400 (2022)                        | 21                 | modifier les données · modifier les données |
| Azerat                                 | 24019      | 24210             | Sarlat-la-Canéda | Le Haut-Périgord Noir              | CC Terrassonnais Haut Périgord Noir       | 20,05            | 449 (2022)                        | 22                 | modifier les données · modifier les données |
| La Bachellerie                         | 24020      | 24210             | Sarlat-la-Canéda | Le Haut-Périgord Noir              | CC Terrassonnais Haut Périgord Noir       | 17,34            | 895 (2022)                        | 52                 | modifier les données · modifier les données |
| Badefols-d'Ans                         | 24021      | 24390             | Sarlat-la-Canéda | Le Haut-Périgord Noir              | CC Terrassonnais Haut Périgord Noir       | 18,34            | 410 (2022)                        | 22                 | modifier les données · modifier les données |
| Badefols-sur-Dordogne                  | 24022      | 24150             | Bergerac         | Lalinde                            | CC des Bastides Dordogne-Périgord         | 6,06             | 205 (2022)                        | 34                 | modifier les données · modifier les données |
| Baneuil                                | 24023      | 24150             | Bergerac         | Lalinde                            | CC des Bastides Dordogne-Périgord         | 8,89             | 316 (2022)                        | 36                 | modifier les données · modifier les données |
| Bardou                                 | 24024      | 24560             | Bergerac         | Sud-Bergeracois                    | CC des Portes Sud Périgord                | 4,76             | 43 (2022)                         | 9,0                | modifier les données · modifier les données |
| Bars                                   | 24025      | 24210             | Sarlat-la-Canéda | Le Haut-Périgord Noir              | CC Terrassonnais Haut Périgord Noir       | 22,58            | 243 (2022)                        | 11                 | modifier les données · modifier les données |
| Bassillac et Auberoche                 | 24026      | 24330 24640       | Périgueux        | Le Haut-Périgord Noir Isle-Manoire | CA Le Grand Périgueux                     | 103,26           | 4 365 (2022)                      | 42                 | modifier les données · modifier les données |
| Bayac                                  | 24027      | 24150             | Bergerac         | Lalinde                            | CC des Bastides Dordogne-Périgord         | 10,23            | 356 (2022)                        | 35                 | modifier les données · modifier les données |
| Beaumontois en Périgord                | 24028      | 24440             | Bergerac         | Lalinde                            | CC des Bastides Dordogne-Périgord         | 72,71            | 1 730 (2022)                      | 24                 | modifier les données · modifier les données |
| Beaupouyet                             | 24029      | 24400             | Périgueux        | Vallée de l'Isle                   | CC Isle et Crempse en Périgord            | 22,63            | 558 (2022)                        | 25                 | modifier les données · modifier les données |
| Beauregard-de-Terrasson                | 24030      | 24120             | Sarlat-la-Canéda | Le Haut-Périgord Noir              | CC Terrassonnais Haut Périgord Noir       | 7,97             | 706 (2022)                        | 89                 | modifier les données · modifier les données |
| Beauregard-et-Bassac                   | 24031      | 24140             | Périgueux        | Périgord Central                   | CC Isle et Crempse en Périgord            | 12,02            | 308 (2022)                        | 26                 | modifier les données · modifier les données |
| Beauronne                              | 24032      | 24400             | Périgueux        | Vallée de l'Isle                   | CC Isle, Vern, Salembre en Périgord       | 19,24            | 372 (2022)                        | 19                 | modifier les données · modifier les données |
| Beleymas                               | 24034      | 24140             | Périgueux        | Périgord Central                   | CC Isle et Crempse en Périgord            | 16,07            | 281 (2022)                        | 17                 | modifier les données · modifier les données |
| Berbiguières                           | 24036      | 24220             | Sarlat-la-Canéda | Vallée Dordogne                    | CC Vallée de la Dordogne et Forêt Bessède | 5,35             | 178 (2022)                        | 33                 | modifier les données · modifier les données |
| Bergerac                               | 24037      | 24100             | Bergerac         | Bergerac-1 Bergerac-2              | CA bergeracoise                           | 56,10            | 26 852 (2022)                     | 479                | modifier les données · modifier les données |
| Bertric-Burée                          | 24038      | 24320             | Périgueux        | Ribérac                            | CC du Périgord Ribéracois                 | 16,73            | 435 (2022)                        | 26                 | modifier les données · modifier les données |
| Besse                                  | 24039      | 24550             | Sarlat-la-Canéda | Vallée Dordogne                    | CC de Domme-Villefranche du Périgord      | 16,20            | 153 (2022)                        | 9,4                | modifier les données · modifier les données |
| Beynac-et-Cazenac                      | 24040      | 24220             | Sarlat-la-Canéda | Sarlat-la-Canéda                   | CC Sarlat-Périgord noir                   | 12,74            | 447 (2022)                        | 35                 | modifier les données · modifier les données |
| Biras                                  | 24042      | 24310             | Nontron          | Brantôme en Périgord               | CC Dronne et Belle                        | 19,43            | 715 (2022)                        | 37                 | modifier les données · modifier les données |
| Biron                                  | 24043      | 24540             | Bergerac         | Lalinde                            | CC des Bastides Dordogne-Périgord         | 12,98            | 146 (2022)                        | 11                 | modifier les données · modifier les données |
| Boisse                                 | 24045      | 24560             | Bergerac         | Sud-Bergeracois                    | CC des Portes Sud Périgord                | 16,58            | 249 (2022)                        | 15                 | modifier les données · modifier les données |
| Boisseuilh                             | 24046      | 24390             | Sarlat-la-Canéda | Le Haut-Périgord Noir              | CC Terrassonnais Haut Périgord Noir       | 11,90            | 110 (2022)                        | 9,2                | modifier les données · modifier les données |
| Bonneville-et-Saint-Avit-de-Fumadières | 24048      | 24230             | Bergerac         | Pays de Montaigne et Gurson        | CC de Montaigne Montravel et Gurson       | 7,04             | 302 (2022)                        | 43                 | modifier les données · modifier les données |
| Borrèze                                | 24050      | 24590             | Sarlat-la-Canéda | Terrasson-Lavilledieu              | CC du Pays de Fénelon                     | 27,37            | 352 (2022)                        | 13                 | modifier les données · modifier les données |
| Bosset                                 | 24051      | 24130             | Bergerac         | Pays de la Force                   | CA bergeracoise                           | 14,52            | 233 (2022)                        | 16                 | modifier les données · modifier les données |
| Bouillac                               | 24052      | 24480             | Bergerac         | Lalinde                            | CC des Bastides Dordogne-Périgord         | 12,34            | 123 (2022)                        | 10,0               | modifier les données · modifier les données |
| Boulazac Isle Manoire                  | 24053      | 24330 24750       | Périgueux        | Isle-Manoire                       | CA Le Grand Périgueux                     | 55,95            | 10 628 (2022)                     | 190                | modifier les données · modifier les données |
| Bouniagues                             | 24054      | 24560             | Bergerac         | Sud-Bergeracois                    | CA bergeracoise                           | 8,62             | 589 (2022)                        | 68                 | modifier les données · modifier les données |
| Bourdeilles                            | 24055      | 24310             | Nontron          | Brantôme en Périgord               | CC Dronne et Belle                        | 21,85            | 793 (2022)                        | 36                 | modifier les données · modifier les données |
| Le Bourdeix                            | 24056      | 24300             | Nontron          | Périgord Vert Nontronnais          | CC du Périgord Nontronnais                | 11,69            | 240 (2022)                        | 21                 | modifier les données · modifier les données |
| Bourg-des-Maisons                      | 24057      | 24320             | Périgueux        | Ribérac                            | CC du Périgord Ribéracois                 | 8,99             | 72 (2022)                         | 8,0                | modifier les données · modifier les données |
| Bourg-du-Bost                          | 24058      | 24600             | Périgueux        | Ribérac                            | CC du Périgord Ribéracois                 | 7,16             | 237 (2022)                        | 33                 | modifier les données · modifier les données |
| Bourgnac                               | 24059      | 24400             | Périgueux        | Vallée de l'Isle                   | CC Isle et Crempse en Périgord            | 9,06             | 352 (2022)                        | 39                 | modifier les données · modifier les données |
| Bourniquel                             | 24060      | 24150             | Bergerac         | Lalinde                            | CC des Bastides Dordogne-Périgord         | 8,96             | 67 (2022)                         | 7,5                | modifier les données · modifier les données |
| Bourrou                                | 24061      | 24110             | Périgueux        | Périgord Central                   | CA Le Grand Périgueux                     | 9,13             | 132 (2022)                        | 14                 | modifier les données · modifier les données |
| Bouteilles-Saint-Sébastien             | 24062      | 24320             | Périgueux        | Ribérac                            | CC du Périgord Ribéracois                 | 13,96            | 175 (2022)                        | 13                 | modifier les données · modifier les données |
| Bouzic                                 | 24063      | 24250             | Sarlat-la-Canéda | Vallée Dordogne                    | CC de Domme-Villefranche du Périgord      | 11,76            | 154 (2022)                        | 13                 | modifier les données · modifier les données |
| Brantôme en Périgord                   | 24064      | 24310 24460 24530 | Nontron          | Brantôme en Périgord               | CC Dronne et Belle                        | 133,33           | 3 748 (2022)                      | 28                 | modifier les données · modifier les données |
| Brouchaud                              | 24066      | 24210             | Nontron          | Isle-Loue-Auvézère                 | CC Isle-Loue-Auvézère en Périgord         | 11,94            | 217 (2022)                        | 18                 | modifier les données · modifier les données |
| Le Bugue                               | 24067      | 24260             | Sarlat-la-Canéda | Vallée de l'Homme                  | CC de la Vallée de l'Homme                | 28,96            | 2 638 (2022)                      | 91                 | modifier les données · modifier les données |
| Le Buisson-de-Cadouin                  | 24068      | 24480             | Bergerac         | Lalinde                            | CC des Bastides Dordogne-Périgord         | 50,37            | 1 954 (2022)                      | 39                 | modifier les données · modifier les données |
| Bussac                                 | 24069      | 24350             | Nontron          | Brantôme en Périgord               | CC Dronne et Belle                        | 16,84            | 385 (2022)                        | 23                 | modifier les données · modifier les données |
| Busserolles                            | 24070      | 24360             | Nontron          | Périgord Vert Nontronnais          | CC du Périgord Nontronnais                | 32,46            | 505 (2022)                        | 16                 | modifier les données · modifier les données |
| Bussière-Badil                         | 24071      | 24360             | Nontron          | Périgord Vert Nontronnais          | CC du Périgord Nontronnais                | 19,86            | 372 (2022)                        | 19                 | modifier les données · modifier les données |
| Calès                                  | 24073      | 24150             | Bergerac         | Lalinde                            | CC des Bastides Dordogne-Périgord         | 8,02             | 373 (2022)                        | 47                 | modifier les données · modifier les données |
| Calviac-en-Périgord                    | 24074      | 24370             | Sarlat-la-Canéda | Terrasson-Lavilledieu              | CC du Pays de Fénelon                     | 14,52            | 541 (2022)                        | 37                 | modifier les données · modifier les données |
| Campagnac-lès-Quercy                   | 24075      | 24550             | Sarlat-la-Canéda | Vallée Dordogne                    | CC de Domme-Villefranche du Périgord      | 19,67            | 324 (2022)                        | 16                 | modifier les données · modifier les données |
| Campagne                               | 24076      | 24260             | Sarlat-la-Canéda | Vallée de l'Homme                  | CC de la Vallée de l'Homme                | 14,40            | 418 (2022)                        | 29                 | modifier les données · modifier les données |
| Campsegret                             | 24077      | 24140             | Périgueux        | Périgord Central                   | CC Isle et Crempse en Périgord            | 13,83            | 398 (2022)                        | 29                 | modifier les données · modifier les données |
| Capdrot                                | 24080      | 24540             | Bergerac         | Lalinde                            | CC des Bastides Dordogne-Périgord         | 43,72            | 461 (2022)                        | 11                 | modifier les données · modifier les données |
| Carlux                                 | 24081      | 24370             | Sarlat-la-Canéda | Terrasson-Lavilledieu              | CC du Pays de Fénelon                     | 13,31            | 655 (2022)                        | 49                 | modifier les données · modifier les données |
| Carsac-Aillac                          | 24082      | 24200             | Sarlat-la-Canéda | Terrasson-Lavilledieu              | CC du Pays de Fénelon                     | 17,31            | 1 549 (2022)                      | 89                 | modifier les données · modifier les données |
| Carsac-de-Gurson                       | 24083      | 24610             | Bergerac         | Pays de Montaigne et Gurson        | CC de Montaigne Montravel et Gurson       | 6,91             | 212 (2022)                        | 31                 | modifier les données · modifier les données |
| Carves                                 | 24084      | 24170             | Sarlat-la-Canéda | Vallée Dordogne                    | CC Vallée de la Dordogne et Forêt Bessède | 10,13            | 101 (2022)                        | 10,0               | modifier les données · modifier les données |
| La Cassagne                            | 24085      | 24120             | Sarlat-la-Canéda | Terrasson-Lavilledieu              | CC Terrassonnais Haut Périgord Noir       | 14,85            | 151 (2022)                        | 10                 | modifier les données · modifier les données |
| Castelnaud-la-Chapelle                 | 24086      | 24250             | Sarlat-la-Canéda | Vallée Dordogne                    | CC de Domme-Villefranche du Périgord      | 20,88            | 449 (2022)                        | 22                 | modifier les données · modifier les données |
| Castels et Bézenac                     | 24087      | 24220             | Sarlat-la-Canéda | Vallée Dordogne                    | CC Vallée de la Dordogne et Forêt Bessède | 23,76            | 805 (2022)                        | 34                 | modifier les données · modifier les données |
| Cause-de-Clérans                       | 24088      | 24150             | Bergerac         | Lalinde                            | CC des Bastides Dordogne-Périgord         | 14,35            | 336 (2022)                        | 23                 | modifier les données · modifier les données |
| Celles                                 | 24090      | 24600             | Périgueux        | Ribérac                            | CC du Périgord Ribéracois                 | 27,83            | 611 (2022)                        | 22                 | modifier les données · modifier les données |
| Cénac-et-Saint-Julien                  | 24091      | 24250             | Sarlat-la-Canéda | Vallée Dordogne                    | CC de Domme-Villefranche du Périgord      | 19,87            | 1 189 (2022)                      | 60                 | modifier les données · modifier les données |
| Chalagnac                              | 24094      | 24380             | Périgueux        | Périgord Central                   | CA Le Grand Périgueux                     | 14,15            | 442 (2022)                        | 31                 | modifier les données · modifier les données |
| Chalais                                | 24095      | 24800             | Nontron          | Thiviers                           | CC Périgord-Limousin                      | 18,81            | 404 (2022)                        | 21                 | modifier les données · modifier les données |
| Champagnac-de-Belair                   | 24096      | 24530             | Nontron          | Brantôme en Périgord               | CC Dronne et Belle                        | 18,46            | 783 (2022)                        | 42                 | modifier les données · modifier les données |
| Champagne-et-Fontaine                  | 24097      | 24320             | Périgueux        | Ribérac                            | CC du Périgord Ribéracois                 | 25,04            | 343 (2022)                        | 14                 | modifier les données · modifier les données |
| Champcevinel                           | 24098      | 24750             | Périgueux        | Trélissac                          | CA Le Grand Périgueux                     | 17,72            | 3 077 (2022)                      | 174                | modifier les données · modifier les données |
| Champniers-et-Reilhac                  | 24100      | 24360             | Nontron          | Périgord Vert Nontronnais          | CC du Périgord Nontronnais                | 20,40            | 511 (2022)                        | 25                 | modifier les données · modifier les données |
| Champs-Romain                          | 24101      | 24470             | Nontron          | Périgord Vert Nontronnais          | CC du Périgord Nontronnais                | 20,33            | 287 (2022)                        | 14                 | modifier les données · modifier les données |
| Chancelade                             | 24102      | 24650             | Périgueux        | Coulounieix-Chamiers               | CA Le Grand Périgueux                     | 16,23            | 4 442 (2022)                      | 274                | modifier les données · modifier les données |
| Chantérac                              | 24104      | 24190             | Périgueux        | Vallée de l'Isle                   | CC Isle, Vern, Salembre en Périgord       | 18,94            | 647 (2022)                        | 34                 | modifier les données · modifier les données |
| Chapdeuil                              | 24105      | 24320             | Périgueux        | Brantôme en Périgord               | CC du Périgord Ribéracois                 | 7,71             | 140 (2022)                        | 18                 | modifier les données · modifier les données |
| La Chapelle-Aubareil                   | 24106      | 24290             | Sarlat-la-Canéda | Vallée de l'Homme                  | CC de la Vallée de l'Homme                | 19,85            | 542 (2022)                        | 27                 | modifier les données · modifier les données |
| La Chapelle-Faucher                    | 24107      | 24530             | Nontron          | Brantôme en Périgord               | CC Dronne et Belle                        | 18,40            | 386 (2022)                        | 21                 | modifier les données · modifier les données |
| La Chapelle-Gonaguet                   | 24108      | 24350             | Périgueux        | Saint-Astier                       | CA Le Grand Périgueux                     | 19,07            | 1 058 (2022)                      | 55                 | modifier les données · modifier les données |
| La Chapelle-Grésignac                  | 24109      | 24320             | Périgueux        | Ribérac                            | CC du Périgord Ribéracois                 | 6,95             | 102 (2022)                        | 15                 | modifier les données · modifier les données |
| La Chapelle-Montabourlet               | 24110      | 24320             | Périgueux        | Ribérac                            | CC du Périgord Ribéracois                 | 5,77             | 57 (2022)                         | 9,9                | modifier les données · modifier les données |
| La Chapelle-Montmoreau                 | 24111      | 24300             | Nontron          | Brantôme en Périgord               | CC Dronne et Belle                        | 8,09             | 75 (2022)                         | 9,3                | modifier les données · modifier les données |
| La Chapelle-Saint-Jean                 | 24113      | 24390             | Sarlat-la-Canéda | Le Haut-Périgord Noir              | CC Terrassonnais Haut Périgord Noir       | 3,70             | 84 (2022)                         | 23                 | modifier les données · modifier les données |
| Chassaignes                            | 24114      | 24600             | Périgueux        | Ribérac                            | CC du Périgord Ribéracois                 | 5,79             | 73 (2022)                         | 13                 | modifier les données · modifier les données |
| Château-l'Évêque                       | 24115      | 24460             | Périgueux        | Trélissac                          | CA Le Grand Périgueux                     | 35,68            | 2 162 (2022)                      | 61                 | modifier les données · modifier les données |
| Châtres                                | 24116      | 24120             | Sarlat-la-Canéda | Le Haut-Périgord Noir              | CC Terrassonnais Haut Périgord Noir       | 12,20            | 181 (2022)                        | 15                 | modifier les données · modifier les données |
| Cherval                                | 24119      | 24320             | Périgueux        | Ribérac                            | CC du Périgord Ribéracois                 | 18,71            | 226 (2022)                        | 12                 | modifier les données · modifier les données |
| Cherveix-Cubas                         | 24120      | 24390             | Nontron          | Isle-Loue-Auvézère                 | CC Isle-Loue-Auvézère en Périgord         | 14,96            | 555 (2022)                        | 37                 | modifier les données · modifier les données |
| Chourgnac                              | 24121      | 24640             | Sarlat-la-Canéda | Le Haut-Périgord Noir              | CC Terrassonnais Haut Périgord Noir       | 6,96             | 69 (2022)                         | 9,9                | modifier les données · modifier les données |
| Cladech                                | 24122      | 24170             | Sarlat-la-Canéda | Vallée Dordogne                    | CC Vallée de la Dordogne et Forêt Bessède | 5,49             | 87 (2022)                         | 16                 | modifier les données · modifier les données |
| Clermont-d'Excideuil                   | 24124      | 24160             | Nontron          | Isle-Loue-Auvézère                 | CC Isle-Loue-Auvézère en Périgord         | 9,99             | 248 (2022)                        | 25                 | modifier les données · modifier les données |
| Clermont-de-Beauregard                 | 24123      | 24140             | Périgueux        | Périgord Central                   | CC Isle et Crempse en Périgord            | 6,24             | 123 (2022)                        | 20                 | modifier les données · modifier les données |
| Colombier                              | 24126      | 24560             | Bergerac         | Sud-Bergeracois                    | CA bergeracoise                           | 7,03             | 279 (2022)                        | 40                 | modifier les données · modifier les données |
| Coly-Saint-Amand                       | 24364      | 24120 24290       | Sarlat-la-Canéda | Vallée de l'Homme                  | CC de la Vallée de l'Homme                | 34,41            | 629 (2022)                        | 18                 | modifier les données · modifier les données |
| Comberanche-et-Épeluche                | 24128      | 24600             | Périgueux        | Ribérac                            | CC du Périgord Ribéracois                 | 3,93             | 165 (2022)                        | 42                 | modifier les données · modifier les données |
| Condat-sur-Trincou                     | 24129      | 24530             | Nontron          | Brantôme en Périgord               | CC Dronne et Belle                        | 16,54            | 495 (2022)                        | 30                 | modifier les données · modifier les données |
| Condat-sur-Vézère                      | 24130      | 24570             | Sarlat-la-Canéda | Terrasson-Lavilledieu              | CC Terrassonnais Haut Périgord Noir       | 16,64            | 865 (2022)                        | 52                 | modifier les données · modifier les données |
| Conne-de-Labarde                       | 24132      | 24560             | Bergerac         | Sud-Bergeracois                    | CC des Portes Sud Périgord                | 10,05            | 255 (2022)                        | 25                 | modifier les données · modifier les données |
| Connezac                               | 24131      | 24300             | Nontron          | Périgord Vert Nontronnais          | CC du Périgord Nontronnais                | 5,78             | 76 (2022)                         | 13                 | modifier les données · modifier les données |
| La Coquille                            | 24133      | 24450             | Nontron          | Thiviers                           | CC Périgord-Limousin                      | 22,37            | 1 259 (2022)                      | 56                 | modifier les données · modifier les données |
| Corgnac-sur-l'Isle                     | 24134      | 24800             | Nontron          | Thiviers                           | CC Périgord-Limousin                      | 20,61            | 862 (2022)                        | 42                 | modifier les données · modifier les données |
| Cornille                               | 24135      | 24750             | Périgueux        | Trélissac                          | CA Le Grand Périgueux                     | 13,04            | 688 (2022)                        | 53                 | modifier les données · modifier les données |
| Les Coteaux Périgourdins               | 24117      | 24120             | Sarlat-la-Canéda | Terrasson-Lavilledieu              | CC Terrassonnais Haut Périgord Noir       | 19,47            | 551 (2022)                        | 28                 | modifier les données · modifier les données |
| Coubjours                              | 24136      | 24390             | Sarlat-la-Canéda | Le Haut-Périgord Noir              | CC Terrassonnais Haut Périgord Noir       | 9,55             | 108 (2022)                        | 11                 | modifier les données · modifier les données |
| Coulaures                              | 24137      | 24420             | Nontron          | Isle-Loue-Auvézère                 | CC Isle-Loue-Auvézère en Périgord         | 28,87            | 758 (2022)                        | 26                 | modifier les données · modifier les données |
| Coulounieix-Chamiers                   | 24138      | 24660             | Périgueux        | Coulounieix-Chamiers               | CA Le Grand Périgueux                     | 21,70            | 7 537 (2022)                      | 347                | modifier les données · modifier les données |
| Cours-de-Pile                          | 24140      | 24520             | Bergerac         | Bergerac-2                         | CA bergeracoise                           | 10,81            | 1 563 (2022)                      | 145                | modifier les données · modifier les données |
| Coursac                                | 24139      | 24430             | Périgueux        | Saint-Astier                       | CA Le Grand Périgueux                     | 24,65            | 2 326 (2022)                      | 94                 | modifier les données · modifier les données |
| Coutures                               | 24141      | 24320             | Périgueux        | Ribérac                            | CC du Périgord Ribéracois                 | 8,53             | 198 (2022)                        | 23                 | modifier les données · modifier les données |
| Coux et Bigaroque-Mouzens              | 24142      | 24220             | Sarlat-la-Canéda | Vallée Dordogne                    | CC Vallée de la Dordogne et Forêt Bessède | 27,47            | 1 234 (2022)                      | 45                 | modifier les données · modifier les données |
| Couze-et-Saint-Front                   | 24143      | 24150             | Bergerac         | Lalinde                            | CC des Bastides Dordogne-Périgord         | 8,19             | 715 (2022)                        | 87                 | modifier les données · modifier les données |
| Creyssac                               | 24144      | 24350             | Périgueux        | Brantôme en Périgord               | CC du Périgord Ribéracois                 | 4,56             | 104 (2022)                        | 23                 | modifier les données · modifier les données |
| Creysse                                | 24145      | 24100             | Bergerac         | Bergerac-2                         | CA bergeracoise                           | 11,02            | 1 738 (2022)                      | 158                | modifier les données · modifier les données |
| Creyssensac-et-Pissot                  | 24146      | 24380             | Périgueux        | Périgord Central                   | CA Le Grand Périgueux                     | 8,62             | 266 (2022)                        | 31                 | modifier les données · modifier les données |
| Cubjac-Auvézère-Val d'Ans              | 24147      | 24640             | Nontron          | Isle-Loue-Auvézère                 | CC Isle-Loue-Auvézère en Périgord         | 39,56            | 1 116 (2022)                      | 28                 | modifier les données · modifier les données |
| Cunèges                                | 24148      | 24240             | Bergerac         | Sud-Bergeracois                    | CA bergeracoise                           | 5,98             | 315 (2022)                        | 53                 | modifier les données · modifier les données |
| Daglan                                 | 24150      | 24250             | Sarlat-la-Canéda | Vallée Dordogne                    | CC de Domme-Villefranche du Périgord      | 19,96            | 556 (2022)                        | 28                 | modifier les données · modifier les données |
| Doissat                                | 24151      | 24170             | Sarlat-la-Canéda | Vallée Dordogne                    | CC Vallée de la Dordogne et Forêt Bessède | 15,30            | 101 (2022)                        | 6,6                | modifier les données · modifier les données |
| Domme                                  | 24152      | 24250             | Sarlat-la-Canéda | Vallée Dordogne                    | CC de Domme-Villefranche du Périgord      | 24,91            | 901 (2022)                        | 36                 | modifier les données · modifier les données |
| La Dornac                              | 24153      | 24120             | Sarlat-la-Canéda | Terrasson-Lavilledieu              | CC Terrassonnais Haut Périgord Noir       | 15,86            | 404 (2022)                        | 25                 | modifier les données · modifier les données |
| Douchapt                               | 24154      | 24350             | Périgueux        | Brantôme en Périgord               | CC du Périgord Ribéracois                 | 8,68             | 349 (2022)                        | 40                 | modifier les données · modifier les données |
| Douville                               | 24155      | 24140             | Périgueux        | Périgord Central                   | CC Isle et Crempse en Périgord            | 19,91            | 456 (2022)                        | 23                 | modifier les données · modifier les données |
| La Douze                               | 24156      | 24330             | Périgueux        | Isle-Manoire                       | CA Le Grand Périgueux                     | 23,05            | 1 147 (2022)                      | 50                 | modifier les données · modifier les données |
| Douzillac                              | 24157      | 24190             | Périgueux        | Vallée de l'Isle                   | CC Isle, Vern, Salembre en Périgord       | 17,17            | 846 (2022)                        | 49                 | modifier les données · modifier les données |
| Dussac                                 | 24158      | 24270             | Nontron          | Isle-Loue-Auvézère                 | CC Isle-Loue-Auvézère en Périgord         | 20,26            | 426 (2022)                        | 21                 | modifier les données · modifier les données |
| Échourgnac                             | 24159      | 24410             | Périgueux        | Montpon-Ménestérol                 | CC Isle Double Landais                    | 34,88            | 395 (2022)                        | 11                 | modifier les données · modifier les données |
| Église-Neuve-d'Issac                   | 24161      | 24400             | Périgueux        | Périgord Central                   | CC Isle et Crempse en Périgord            | 16,67            | 122 (2022)                        | 7,3                | modifier les données · modifier les données |
| Église-Neuve-de-Vergt                  | 24160      | 24380             | Périgueux        | Périgord Central                   | CA Le Grand Périgueux                     | 7,43             | 583 (2022)                        | 78                 | modifier les données · modifier les données |
| Escoire                                | 24162      | 24420             | Périgueux        | Trélissac                          | CA Le Grand Périgueux                     | 3,94             | 399 (2022)                        | 101                | modifier les données · modifier les données |
| Étouars                                | 24163      | 24360             | Nontron          | Périgord Vert Nontronnais          | CC du Périgord Nontronnais                | 7,83             | 165 (2022)                        | 21                 | modifier les données · modifier les données |
| Excideuil                              | 24164      | 24160             | Nontron          | Isle-Loue-Auvézère                 | CC Isle-Loue-Auvézère en Périgord         | 5,02             | 1 195 (2022)                      | 238                | modifier les données · modifier les données |
| Eygurande-et-Gardedeuil                | 24165      | 24700             | Périgueux        | Montpon-Ménestérol                 | CC Isle Double Landais                    | 35,62            | 407 (2022)                        | 11                 | modifier les données · modifier les données |
| Eymet                                  | 24167      | 24500             | Bergerac         | Sud-Bergeracois                    | CC des Portes Sud Périgord                | 31,25            | 2 553 (2022)                      | 82                 | modifier les données · modifier les données |
| Eyraud-Crempse-Maurens                 | 24259      | 24130 24140       | Périgueux        | Périgord Central                   | CC Isle et Crempse en Périgord            | 50,51            | 1 666 (2022)                      | 33                 | modifier les données · modifier les données |
| Eyzerac                                | 24171      | 24800             | Nontron          | Thiviers                           | CC Périgord-Limousin                      | 11,03            | 547 (2022)                        | 50                 | modifier les données · modifier les données |
| Les Eyzies                             | 24172      | 24260 24620       | Sarlat-la-Canéda | Vallée de l'Homme                  | CC de la Vallée de l'Homme                | 53,37            | 1 133 (2022)                      | 21                 | modifier les données · modifier les données |
| Fanlac                                 | 24174      | 24290             | Sarlat-la-Canéda | Vallée de l'Homme                  | CC de la Vallée de l'Homme                | 14,37            | 137 (2022)                        | 9,5                | modifier les données · modifier les données |
| Les Farges                             | 24175      | 24290             | Sarlat-la-Canéda | Vallée de l'Homme                  | CC de la Vallée de l'Homme                | 8,14             | 308 (2022)                        | 38                 | modifier les données · modifier les données |
| Faurilles                              | 24176      | 24560             | Bergerac         | Sud-Bergeracois                    | CC des Portes Sud Périgord                | 4,30             | 36 (2022)                         | 8,4                | modifier les données · modifier les données |
| Faux-en-Périgord                       | 24177      | 24560             | Bergerac         | Sud-Bergeracois                    | CC des Portes Sud Périgord                | 16,07            | 669 (2022)                        | 42                 | modifier les données · modifier les données |
| La Feuillade                           | 24179      | 24120             | Sarlat-la-Canéda | Terrasson-Lavilledieu              | CC Terrassonnais Haut Périgord Noir       | 3,97             | 797 (2022)                        | 201                | modifier les données · modifier les données |
| Firbeix                                | 24180      | 24450             | Nontron          | Thiviers                           | CC Périgord-Limousin                      | 22,66            | 298 (2022)                        | 13                 | modifier les données · modifier les données |
| Le Fleix                               | 24182      | 24130             | Bergerac         | Pays de la Force                   | CA bergeracoise                           | 18,05            | 1 498 (2022)                      | 83                 | modifier les données · modifier les données |
| Fleurac                                | 24183      | 24580             | Sarlat-la-Canéda | Vallée de l'Homme                  | CC de la Vallée de l'Homme                | 22,18            | 320 (2022)                        | 14                 | modifier les données · modifier les données |
| Florimont-Gaumier                      | 24184      | 24250             | Sarlat-la-Canéda | Vallée Dordogne                    | CC de Domme-Villefranche du Périgord      | 9,05             | 163 (2022)                        | 18                 | modifier les données · modifier les données |
| Fonroque                               | 24186      | 24500             | Bergerac         | Sud-Bergeracois                    | CC des Portes Sud Périgord                | 9,00             | 333 (2022)                        | 37                 | modifier les données · modifier les données |
| La Force                               | 24222      | 24130             | Bergerac         | Pays de la Force                   | CA bergeracoise                           | 15,60            | 2 687 (2022)                      | 172                | modifier les données · modifier les données |
| Fossemagne                             | 24188      | 24210             | Sarlat-la-Canéda | Le Haut-Périgord Noir              | CC Terrassonnais Haut Périgord Noir       | 21,88            | 553 (2022)                        | 25                 | modifier les données · modifier les données |
| Fougueyrolles                          | 24189      | 33220             | Bergerac         | Pays de Montaigne et Gurson        | CC de Montaigne Montravel et Gurson       | 11,45            | 454 (2022)                        | 40                 | modifier les données · modifier les données |
| Fouleix                                | 24190      | 24380             | Périgueux        | Périgord Central                   | CA Le Grand Périgueux                     | 10,94            | 273 (2022)                        | 25                 | modifier les données · modifier les données |
| Fraisse                                | 24191      | 24130             | Bergerac         | Pays de la Force                   | CA bergeracoise                           | 21,50            | 173 (2022)                        | 8,0                | modifier les données · modifier les données |
| Gabillou                               | 24192      | 24210             | Sarlat-la-Canéda | Le Haut-Périgord Noir              | CC Terrassonnais Haut Périgord Noir       | 7,91             | 97 (2022)                         | 12                 | modifier les données · modifier les données |
| Gageac-et-Rouillac                     | 24193      | 24240             | Bergerac         | Sud-Bergeracois                    | CA bergeracoise                           | 13,99            | 441 (2022)                        | 32                 | modifier les données · modifier les données |
| Gardonne                               | 24194      | 24680             | Bergerac         | Pays de la Force                   | CA bergeracoise                           | 8,26             | 1 607 (2022)                      | 195                | modifier les données · modifier les données |
| Gaugeac                                | 24195      | 24540             | Bergerac         | Lalinde                            | CC des Bastides Dordogne-Périgord         | 10,17            | 107 (2022)                        | 11                 | modifier les données · modifier les données |
| Génis                                  | 24196      | 24160             | Nontron          | Isle-Loue-Auvézère                 | CC Isle-Loue-Auvézère en Périgord         | 25,92            | 508 (2022)                        | 20                 | modifier les données · modifier les données |
| Ginestet                               | 24197      | 24130             | Bergerac         | Pays de la Force                   | CA bergeracoise                           | 13,06            | 758 (2022)                        | 58                 | modifier les données · modifier les données |
| Gout-Rossignol                         | 24199      | 24320             | Périgueux        | Ribérac                            | CC du Périgord Ribéracois                 | 24,91            | 362 (2022)                        | 15                 | modifier les données · modifier les données |
| Grand-Brassac                          | 24200      | 24350             | Périgueux        | Brantôme en Périgord               | CC du Périgord Ribéracois                 | 31,74            | 538 (2022)                        | 17                 | modifier les données · modifier les données |
| Granges-d'Ans                          | 24202      | 24390             | Sarlat-la-Canéda | Le Haut-Périgord Noir              | CC Terrassonnais Haut Périgord Noir       | 11,81            | 148 (2022)                        | 13                 | modifier les données · modifier les données |
| Grignols                               | 24205      | 24110             | Périgueux        | Saint-Astier                       | CC Isle, Vern, Salembre en Périgord       | 20,41            | 668 (2022)                        | 33                 | modifier les données · modifier les données |
| Grives                                 | 24206      | 24170             | Sarlat-la-Canéda | Vallée Dordogne                    | CC Vallée de la Dordogne et Forêt Bessède | 8,12             | 106 (2022)                        | 13                 | modifier les données · modifier les données |
| Groléjac                               | 24207      | 24250             | Sarlat-la-Canéda | Vallée Dordogne                    | CC de Domme-Villefranche du Périgord      | 12,28            | 675 (2022)                        | 55                 | modifier les données · modifier les données |
| Grun-Bordas                            | 24208      | 24380             | Périgueux        | Périgord Central                   | CA Le Grand Périgueux                     | 12,28            | 247 (2022)                        | 20                 | modifier les données · modifier les données |
| Hautefaye                              | 24209      | 24300             | Nontron          | Périgord Vert Nontronnais          | CC du Périgord Nontronnais                | 12,47            | 128 (2022)                        | 10                 | modifier les données · modifier les données |
| Hautefort                              | 24210      | 24390             | Sarlat-la-Canéda | Le Haut-Périgord Noir              | CC Terrassonnais Haut Périgord Noir       | 25,68            | 814 (2022)                        | 32                 | modifier les données · modifier les données |
| Issac                                  | 24211      | 24400             | Périgueux        | Périgord Central                   | CC Isle et Crempse en Périgord            | 23,32            | 437 (2022)                        | 19                 | modifier les données · modifier les données |
| Issigeac                               | 24212      | 24560             | Bergerac         | Sud-Bergeracois                    | CC des Portes Sud Périgord                | 9,16             | 748 (2022)                        | 82                 | modifier les données · modifier les données |
| Jaure                                  | 24213      | 24140             | Périgueux        | Saint-Astier                       | CC Isle, Vern, Salembre en Périgord       | 7,54             | 178 (2022)                        | 24                 | modifier les données · modifier les données |
| Javerlhac-et-la-Chapelle-Saint-Robert  | 24214      | 24300             | Nontron          | Périgord Vert Nontronnais          | CC du Périgord Nontronnais                | 29,25            | 818 (2022)                        | 28                 | modifier les données · modifier les données |
| Jayac                                  | 24215      | 24590             | Sarlat-la-Canéda | Terrasson-Lavilledieu              | CC du Pays de Fénelon                     | 17,77            | 188 (2022)                        | 11                 | modifier les données · modifier les données |
| La Jemaye-Ponteyraud                   | 24216      | 24410             | Périgueux        | Ribérac                            | CC du Périgord Ribéracois                 | 33,31            | 148 (2022)                        | 4,4                | modifier les données · modifier les données |
| Journiac                               | 24217      | 24260             | Sarlat-la-Canéda | Vallée de l'Homme                  | CC de la Vallée de l'Homme                | 18,88            | 481 (2022)                        | 25                 | modifier les données · modifier les données |
| Jumilhac-le-Grand                      | 24218      | 24630             | Nontron          | Thiviers                           | CC Périgord-Limousin                      | 66,67            | 1 140 (2022)                      | 17                 | modifier les données · modifier les données |
| Lacropte                               | 24220      | 24380             | Périgueux        | Périgord Central                   | CA Le Grand Périgueux                     | 26,23            | 691 (2022)                        | 26                 | modifier les données · modifier les données |
| Lalinde                                | 24223      | 24150             | Bergerac         | Lalinde                            | CC des Bastides Dordogne-Périgord         | 27,70            | 2 936 (2022)                      | 106                | modifier les données · modifier les données |
| Lamonzie-Montastruc                    | 24224      | 24520             | Bergerac         | Bergerac-2                         | CA bergeracoise                           | 20,66            | 692 (2022)                        | 33                 | modifier les données · modifier les données |
| Lamonzie-Saint-Martin                  | 24225      | 24680             | Bergerac         | Pays de la Force                   | CA bergeracoise                           | 20,64            | 2 745 (2022)                      | 133                | modifier les données · modifier les données |
| Lamothe-Montravel                      | 24226      | 24230             | Bergerac         | Pays de Montaigne et Gurson        | CC de Montaigne Montravel et Gurson       | 11,63            | 1 430 (2022)                      | 123                | modifier les données · modifier les données |
| Lanouaille                             | 24227      | 24270             | Nontron          | Isle-Loue-Auvézère                 | CC Isle-Loue-Auvézère en Périgord         | 23,78            | 938 (2022)                        | 39                 | modifier les données · modifier les données |
| Lanquais                               | 24228      | 24150             | Bergerac         | Lalinde                            | CC des Bastides Dordogne-Périgord         | 14,48            | 501 (2022)                        | 35                 | modifier les données · modifier les données |
| Le Lardin-Saint-Lazare                 | 24229      | 24570             | Sarlat-la-Canéda | Le Haut-Périgord Noir              | CC Terrassonnais Haut Périgord Noir       | 10,85            | 1 666 (2022)                      | 154                | modifier les données · modifier les données |
| Larzac                                 | 24230      | 24170             | Sarlat-la-Canéda | Vallée Dordogne                    | CC Vallée de la Dordogne et Forêt Bessède | 6,78             | 148 (2022)                        | 22                 | modifier les données · modifier les données |
| Lavalade                               | 24231      | 24540             | Bergerac         | Lalinde                            | CC des Bastides Dordogne-Périgord         | 3,95             | 105 (2022)                        | 27                 | modifier les données · modifier les données |
| Lavaur                                 | 24232      | 24550             | Sarlat-la-Canéda | Vallée Dordogne                    | CC de Domme-Villefranche du Périgord      | 9,00             | 81 (2022)                         | 9,0                | modifier les données · modifier les données |
| Les Lèches                             | 24234      | 24400             | Périgueux        | Vallée de l'Isle                   | CC Isle et Crempse en Périgord            | 21,58            | 383 (2022)                        | 18                 | modifier les données · modifier les données |
| Léguillac-de-l'Auche                   | 24236      | 24110             | Périgueux        | Saint-Astier                       | CC Isle, Vern, Salembre en Périgord       | 14,31            | 974 (2022)                        | 68                 | modifier les données · modifier les données |
| Lembras                                | 24237      | 24100             | Bergerac         | Bergerac-2                         | CA bergeracoise                           | 10,59            | 1 255 (2022)                      | 119                | modifier les données · modifier les données |
| Lempzours                              | 24238      | 24800             | Nontron          | Thiviers                           | CC Périgord-Limousin                      | 10,87            | 133 (2022)                        | 12                 | modifier les données · modifier les données |
| Limeuil                                | 24240      | 24510             | Sarlat-la-Canéda | Périgord Central                   | CC de la Vallée de l'Homme                | 10,57            | 339 (2022)                        | 32                 | modifier les données · modifier les données |
| Limeyrat                               | 24241      | 24210             | Sarlat-la-Canéda | Le Haut-Périgord Noir              | CC Terrassonnais Haut Périgord Noir       | 19,72            | 430 (2022)                        | 22                 | modifier les données · modifier les données |
| Liorac-sur-Louyre                      | 24242      | 24520             | Bergerac         | Lalinde                            | CC des Bastides Dordogne-Périgord         | 20,27            | 260 (2022)                        | 13                 | modifier les données · modifier les données |
| Lisle                                  | 24243      | 24350             | Périgueux        | Brantôme en Périgord               | CC du Périgord Ribéracois                 | 17,97            | 873 (2022)                        | 49                 | modifier les données · modifier les données |
| Lolme                                  | 24244      | 24540             | Bergerac         | Lalinde                            | CC des Bastides Dordogne-Périgord         | 6,92             | 191 (2022)                        | 28                 | modifier les données · modifier les données |
| Loubejac                               | 24245      | 24550             | Sarlat-la-Canéda | Vallée Dordogne                    | CC de Domme-Villefranche du Périgord      | 18,55            | 256 (2022)                        | 14                 | modifier les données · modifier les données |
| Lunas                                  | 24246      | 24130             | Bergerac         | Pays de la Force                   | CA bergeracoise                           | 16,87            | 445 (2022)                        | 26                 | modifier les données · modifier les données |
| Lusignac                               | 24247      | 24320             | Périgueux        | Ribérac                            | CC du Périgord Ribéracois                 | 7,88             | 163 (2022)                        | 21                 | modifier les données · modifier les données |
| Lussas-et-Nontronneau                  | 24248      | 24300             | Nontron          | Périgord Vert Nontronnais          | CC du Périgord Nontronnais                | 22,35            | 285 (2022)                        | 13                 | modifier les données · modifier les données |
| Manzac-sur-Vern                        | 24251      | 24110             | Périgueux        | Saint-Astier                       | CA Le Grand Périgueux                     | 19,96            | 541 (2022)                        | 27                 | modifier les données · modifier les données |
| Marcillac-Saint-Quentin                | 24252      | 24200             | Sarlat-la-Canéda | Sarlat-la-Canéda                   | CC Sarlat-Périgord noir                   | 16,46            | 839 (2022)                        | 51                 | modifier les données · modifier les données |
| Mareuil en Périgord                    | 24253      | 24340             | Nontron          | Brantôme en Périgord               | CC Dronne et Belle                        | 150,48           | 2 316 (2022)                      | 15                 | modifier les données · modifier les données |
| Marnac                                 | 24254      | 24220             | Sarlat-la-Canéda | Vallée Dordogne                    | CC Vallée de la Dordogne et Forêt Bessède | 7,92             | 179 (2022)                        | 23                 | modifier les données · modifier les données |
| Marquay                                | 24255      | 24620             | Sarlat-la-Canéda | Sarlat-la-Canéda                   | CC Sarlat-Périgord noir                   | 24,27            | 587 (2022)                        | 24                 | modifier les données · modifier les données |
| Marsac-sur-l'Isle                      | 24256      | 24430             | Périgueux        | Coulounieix-Chamiers               | CA Le Grand Périgueux                     | 10,05            | 3 165 (2022)                      | 315                | modifier les données · modifier les données |
| Marsalès                               | 24257      | 24540             | Bergerac         | Lalinde                            | CC des Bastides Dordogne-Périgord         | 9,43             | 225 (2022)                        | 24                 | modifier les données · modifier les données |
| Mauzac-et-Grand-Castang                | 24260      | 24150             | Bergerac         | Lalinde                            | CC des Bastides Dordogne-Périgord         | 15,85            | 876 (2022)                        | 55                 | modifier les données · modifier les données |
| Mauzens-et-Miremont                    | 24261      | 24260             | Sarlat-la-Canéda | Vallée de l'Homme                  | CC de la Vallée de l'Homme                | 20,57            | 290 (2022)                        | 14                 | modifier les données · modifier les données |
| Mayac                                  | 24262      | 24420             | Nontron          | Isle-Loue-Auvézère                 | CC Isle-Loue-Auvézère en Périgord         | 11,28            | 322 (2022)                        | 29                 | modifier les données · modifier les données |
| Mazeyrolles                            | 24263      | 24550             | Sarlat-la-Canéda | Vallée Dordogne                    | CC de Domme-Villefranche du Périgord      | 29,65            | 305 (2022)                        | 10                 | modifier les données · modifier les données |
| Ménesplet                              | 24264      | 24700             | Périgueux        | Montpon-Ménestérol                 | CC Isle Double Landais                    | 18,91            | 1 911 (2022)                      | 101                | modifier les données · modifier les données |
| Mensignac                              | 24266      | 24350             | Périgueux        | Saint-Astier                       | CA Le Grand Périgueux                     | 26,08            | 1 520 (2022)                      | 58                 | modifier les données · modifier les données |
| Mescoules                              | 24267      | 24240             | Bergerac         | Sud-Bergeracois                    | CA bergeracoise                           | 4,85             | 178 (2022)                        | 37                 | modifier les données · modifier les données |
| Meyrals                                | 24268      | 24220             | Sarlat-la-Canéda | Vallée Dordogne                    | CC Vallée de la Dordogne et Forêt Bessède | 18,16            | 710 (2022)                        | 39                 | modifier les données · modifier les données |
| Mialet                                 | 24269      | 24450             | Nontron          | Thiviers                           | CC Périgord-Limousin                      | 37,30            | 629 (2022)                        | 17                 | modifier les données · modifier les données |
| Milhac-de-Nontron                      | 24271      | 24470             | Nontron          | Périgord Vert Nontronnais          | CC du Périgord Nontronnais                | 34,75            | 512 (2022)                        | 15                 | modifier les données · modifier les données |
| Minzac                                 | 24272      | 24610             | Bergerac         | Pays de Montaigne et Gurson        | CC de Montaigne Montravel et Gurson       | 15,91            | 495 (2022)                        | 31                 | modifier les données · modifier les données |
| Molières                               | 24273      | 24480             | Bergerac         | Lalinde                            | CC des Bastides Dordogne-Périgord         | 21,22            | 352 (2022)                        | 17                 | modifier les données · modifier les données |
| Monbazillac                            | 24274      | 24240             | Bergerac         | Sud-Bergeracois                    | CA bergeracoise                           | 19,58            | 819 (2022)                        | 42                 | modifier les données · modifier les données |
| Monestier                              | 24276      | 24240             | Bergerac         | Sud-Bergeracois                    | CA bergeracoise                           | 17,75            | 396 (2022)                        | 22                 | modifier les données · modifier les données |
| Monfaucon                              | 24277      | 24130             | Bergerac         | Pays de la Force                   | CA bergeracoise                           | 24,74            | 290 (2022)                        | 12                 | modifier les données · modifier les données |
| Monmadalès                             | 24278      | 24560             | Bergerac         | Sud-Bergeracois                    | CC des Portes Sud Périgord                | 5,04             | 80 (2022)                         | 16                 | modifier les données · modifier les données |
| Monmarvès                              | 24279      | 24560             | Bergerac         | Sud-Bergeracois                    | CC des Portes Sud Périgord                | 5,62             | 61 (2022)                         | 11                 | modifier les données · modifier les données |
| Monpazier                              | 24280      | 24540             | Bergerac         | Lalinde                            | CC des Bastides Dordogne-Périgord         | 0,53             | 442 (2022)                        | 834                | modifier les données · modifier les données |
| Monplaisant                            | 24293      | 24170             | Sarlat-la-Canéda | Vallée Dordogne                    | CC Vallée de la Dordogne et Forêt Bessède | 5,56             | 268 (2022)                        | 48                 | modifier les données · modifier les données |
| Monsac                                 | 24281      | 24440             | Bergerac         | Lalinde                            | CC des Bastides Dordogne-Périgord         | 10,74            | 178 (2022)                        | 17                 | modifier les données · modifier les données |
| Monsaguel                              | 24282      | 24560             | Bergerac         | Sud-Bergeracois                    | CC des Portes Sud Périgord                | 11,57            | 135 (2022)                        | 12                 | modifier les données · modifier les données |
| Montagnac-d'Auberoche                  | 24284      | 24210             | Sarlat-la-Canéda | Le Haut-Périgord Noir              | CC Terrassonnais Haut Périgord Noir       | 10,02            | 137 (2022)                        | 14                 | modifier les données · modifier les données |
| Montagnac-la-Crempse                   | 24285      | 24140             | Périgueux        | Périgord Central                   | CC Isle et Crempse en Périgord            | 25,49            | 391 (2022)                        | 15                 | modifier les données · modifier les données |
| Montagrier                             | 24286      | 24350             | Périgueux        | Brantôme en Périgord               | CC du Périgord Ribéracois                 | 14,04            | 507 (2022)                        | 36                 | modifier les données · modifier les données |
| Montaut                                | 24287      | 24560             | Bergerac         | Sud-Bergeracois                    | CC des Portes Sud Périgord                | 16,16            | 127 (2022)                        | 7,9                | modifier les données · modifier les données |
| Montazeau                              | 24288      | 24230             | Bergerac         | Pays de Montaigne et Gurson        | CC de Montaigne Montravel et Gurson       | 13,78            | 280 (2022)                        | 20                 | modifier les données · modifier les données |
| Montcaret                              | 24289      | 24230             | Bergerac         | Pays de Montaigne et Gurson        | CC de Montaigne Montravel et Gurson       | 17,07            | 1 405 (2022)                      | 82                 | modifier les données · modifier les données |
| Montferrand-du-Périgord                | 24290      | 24440             | Bergerac         | Lalinde                            | CC des Bastides Dordogne-Périgord         | 13,10            | 155 (2022)                        | 12                 | modifier les données · modifier les données |
| Montignac-Lascaux                      | 24291      | 24290             | Sarlat-la-Canéda | Vallée de l'Homme                  | CC de la Vallée de l'Homme                | 37,15            | 2 760 (2022)                      | 74                 | modifier les données · modifier les données |
| Montpeyroux                            | 24292      | 24610             | Bergerac         | Pays de Montaigne et Gurson        | CC de Montaigne Montravel et Gurson       | 23,37            | 502 (2022)                        | 21                 | modifier les données · modifier les données |
| Montpon-Ménestérol                     | 24294      | 24700             | Périgueux        | Montpon-Ménestérol                 | CC Isle Double Landais                    | 46,34            | 5 845 (2022)                      | 126                | modifier les données · modifier les données |
| Montrem                                | 24295      | 24110             | Périgueux        | Saint-Astier                       | CC Isle, Vern, Salembre en Périgord       | 20,15            | 1 203 (2022)                      | 60                 | modifier les données · modifier les données |
| Mouleydier                             | 24296      | 24520             | Bergerac         | Bergerac-2                         | CA bergeracoise                           | 8,49             | 1 155 (2022)                      | 136                | modifier les données · modifier les données |
| Moulin-Neuf                            | 24297      | 24700             | Périgueux        | Montpon-Ménestérol                 | CC Isle Double Landais                    | 8,62             | 973 (2022)                        | 113                | modifier les données · modifier les données |
| Mussidan                               | 24299      | 24400             | Périgueux        | Vallée de l'Isle                   | CC Isle et Crempse en Périgord            | 3,85             | 2 778 (2022)                      | 722                | modifier les données · modifier les données |
| Nabirat                                | 24300      | 24250             | Sarlat-la-Canéda | Vallée Dordogne                    | CC de Domme-Villefranche du Périgord      | 16,25            | 350 (2022)                        | 22                 | modifier les données · modifier les données |
| Nadaillac                              | 24301      | 24590             | Sarlat-la-Canéda | Terrasson-Lavilledieu              | CC du Pays de Fénelon                     | 26,90            | 376 (2022)                        | 14                 | modifier les données · modifier les données |
| Nailhac                                | 24302      | 24390             | Sarlat-la-Canéda | Le Haut-Périgord Noir              | CC Terrassonnais Haut Périgord Noir       | 19,35            | 292 (2022)                        | 15                 | modifier les données · modifier les données |
| Nanteuil-Auriac-de-Bourzac             | 24303      | 24320             | Périgueux        | Ribérac                            | CC du Périgord Ribéracois                 | 20,92            | 233 (2022)                        | 11                 | modifier les données · modifier les données |
| Nantheuil                              | 24304      | 24800             | Nontron          | Thiviers                           | CC Périgord-Limousin                      | 16,82            | 984 (2022)                        | 59                 | modifier les données · modifier les données |
| Nanthiat                               | 24305      | 24800             | Nontron          | Thiviers                           | CC Périgord-Limousin                      | 11,12            | 239 (2022)                        | 21                 | modifier les données · modifier les données |
| Nastringues                            | 24306      | 24230             | Bergerac         | Pays de Montaigne et Gurson        | CC de Montaigne Montravel et Gurson       | 6,22             | 135 (2022)                        | 22                 | modifier les données · modifier les données |
| Naussannes                             | 24307      | 24440             | Bergerac         | Lalinde                            | CC des Bastides Dordogne-Périgord         | 14,82            | 236 (2022)                        | 16                 | modifier les données · modifier les données |
| Négrondes                              | 24308      | 24460             | Nontron          | Thiviers                           | CC Périgord-Limousin                      | 20,15            | 782 (2022)                        | 39                 | modifier les données · modifier les données |
| Neuvic                                 | 24309      | 24190             | Périgueux        | Vallée de l'Isle                   | CC Isle, Vern, Salembre en Périgord       | 25,82            | 3 663 (2022)                      | 142                | modifier les données · modifier les données |
| Nontron                                | 24311      | 24300             | Nontron          | Périgord Vert Nontronnais          | CC du Périgord Nontronnais                | 24,67            | 3 049 (2022)                      | 124                | modifier les données · modifier les données |
| Orliac                                 | 24313      | 24170             | Sarlat-la-Canéda | Vallée Dordogne                    | CC de Domme-Villefranche du Périgord      | 10,54            | 45 (2022)                         | 4,3                | modifier les données · modifier les données |
| Parcoul-Chenaud                        | 24316      | 24410             | Périgueux        | Montpon-Ménestérol                 | CC du Pays de Saint-Aulaye                | 26,75            | 809 (2022)                        | 30                 | modifier les données · modifier les données |
| Paulin                                 | 24317      | 24590             | Sarlat-la-Canéda | Terrasson-Lavilledieu              | CC du Pays de Fénelon                     | 11,43            | 245 (2022)                        | 21                 | modifier les données · modifier les données |
| Paunat                                 | 24318      | 24510             | Périgueux        | Périgord Central                   | CA Le Grand Périgueux                     | 18,28            | 318 (2022)                        | 17                 | modifier les données · modifier les données |
| Paussac-et-Saint-Vivien                | 24319      | 24310             | Périgueux        | Brantôme en Périgord               | CC du Périgord Ribéracois                 | 22,17            | 455 (2022)                        | 21                 | modifier les données · modifier les données |
| Pays de Belvès                         | 24035      | 24170             | Sarlat-la-Canéda | Vallée Dordogne                    | CC Vallée de la Dordogne et Forêt Bessède | 30,72            | 1 310 (2022)                      | 43                 | modifier les données · modifier les données |
| Payzac                                 | 24320      | 24270             | Nontron          | Isle-Loue-Auvézère                 | CC Isle-Loue-Auvézère en Périgord         | 47,72            | 977 (2022)                        | 20                 | modifier les données · modifier les données |
| Pazayac                                | 24321      | 24120             | Sarlat-la-Canéda | Terrasson-Lavilledieu              | CC Terrassonnais Haut Périgord Noir       | 6,84             | 803 (2022)                        | 117                | modifier les données · modifier les données |
| Pechs-de-l'Espérance                   | 24325      | 24370             | Sarlat-la-Canéda | Terrasson-Lavilledieu              | CC du Pays de Fénelon                     | 19,69            | 784 (2022)                        | 40                 | modifier les données · modifier les données |
| Petit-Bersac                           | 24323      | 24600             | Périgueux        | Ribérac                            | CC du Périgord Ribéracois                 | 10,83            | 187 (2022)                        | 17                 | modifier les données · modifier les données |
| Peyrignac                              | 24324      | 24210             | Sarlat-la-Canéda | Le Haut-Périgord Noir              | CC Terrassonnais Haut Périgord Noir       | 6,30             | 594 (2022)                        | 94                 | modifier les données · modifier les données |
| Peyzac-le-Moustier                     | 24326      | 24620             | Sarlat-la-Canéda | Vallée de l'Homme                  | CC de la Vallée de l'Homme                | 10,10            | 198 (2022)                        | 20                 | modifier les données · modifier les données |
| Pezuls                                 | 24327      | 24510             | Bergerac         | Lalinde                            | CC des Bastides Dordogne-Périgord         | 10,38            | 118 (2022)                        | 11                 | modifier les données · modifier les données |
| Piégut-Pluviers                        | 24328      | 24360             | Nontron          | Périgord Vert Nontronnais          | CC du Périgord Nontronnais                | 18,11            | 1 178 (2022)                      | 65                 | modifier les données · modifier les données |
| Le Pizou                               | 24329      | 24700             | Périgueux        | Montpon-Ménestérol                 | CC Isle Double Landais                    | 17,02            | 1 416 (2022)                      | 83                 | modifier les données · modifier les données |
| Plaisance                              | 24168      | 24560             | Bergerac         | Sud-Bergeracois                    | CC des Portes Sud Périgord                | 24,75            | 410 (2022)                        | 17                 | modifier les données · modifier les données |
| Plazac                                 | 24330      | 24580             | Sarlat-la-Canéda | Vallée de l'Homme                  | CC de la Vallée de l'Homme                | 33,77            | 710 (2022)                        | 21                 | modifier les données · modifier les données |
| Pomport                                | 24331      | 24240             | Bergerac         | Sud-Bergeracois                    | CA bergeracoise                           | 19,55            | 738 (2022)                        | 38                 | modifier les données · modifier les données |
| Pontours                               | 24334      | 24150             | Bergerac         | Lalinde                            | CC des Bastides Dordogne-Périgord         | 6,69             | 208 (2022)                        | 31                 | modifier les données · modifier les données |
| Port-Sainte-Foy-et-Ponchapt            | 24335      | 33220             | Bergerac         | Pays de Montaigne et Gurson        | CC du Pays Foyen                          | 18,32            | 2 515 (2022)                      | 137                | modifier les données · modifier les données |
| Prats-de-Carlux                        | 24336      | 24370             | Sarlat-la-Canéda | Terrasson-Lavilledieu              | CC du Pays de Fénelon                     | 13,00            | 487 (2022)                        | 37                 | modifier les données · modifier les données |
| Prats-du-Périgord                      | 24337      | 24550             | Sarlat-la-Canéda | Vallée Dordogne                    | CC de Domme-Villefranche du Périgord      | 10,99            | 144 (2022)                        | 13                 | modifier les données · modifier les données |
| Pressignac-Vicq                        | 24338      | 24150             | Bergerac         | Lalinde                            | CC des Bastides Dordogne-Périgord         | 17,06            | 454 (2022)                        | 27                 | modifier les données · modifier les données |
| Preyssac-d'Excideuil                   | 24339      | 24160             | Nontron          | Isle-Loue-Auvézère                 | CC Isle-Loue-Auvézère en Périgord         | 3,38             | 147 (2022)                        | 43                 | modifier les données · modifier les données |
| Prigonrieux                            | 24340      | 24130             | Bergerac         | Pays de la Force                   | CA bergeracoise                           | 26,12            | 4 362 (2022)                      | 167                | modifier les données · modifier les données |
| Proissans                              | 24341      | 24200             | Sarlat-la-Canéda | Sarlat-la-Canéda                   | CC Sarlat-Périgord noir                   | 17,56            | 1 086 (2022)                      | 62                 | modifier les données · modifier les données |
| Queyssac                               | 24345      | 24140             | Bergerac         | Bergerac-2                         | CA bergeracoise                           | 12,35            | 530 (2022)                        | 43                 | modifier les données · modifier les données |
| Quinsac                                | 24346      | 24530             | Nontron          | Brantôme en Périgord               | CC Dronne et Belle                        | 17,37            | 384 (2022)                        | 22                 | modifier les données · modifier les données |
| Rampieux                               | 24347      | 24440             | Bergerac         | Lalinde                            | CC des Bastides Dordogne-Périgord         | 11,82            | 139 (2022)                        | 12                 | modifier les données · modifier les données |
| Razac-d'Eymet                          | 24348      | 24500             | Bergerac         | Sud-Bergeracois                    | CC des Portes Sud Périgord                | 12,28            | 321 (2022)                        | 26                 | modifier les données · modifier les données |
| Razac-de-Saussignac                    | 24349      | 24240             | Bergerac         | Sud-Bergeracois                    | CA bergeracoise                           | 11,58            | 339 (2022)                        | 29                 | modifier les données · modifier les données |
| Razac-sur-l'Isle                       | 24350      | 24430             | Périgueux        | Coulounieix-Chamiers               | CA Le Grand Périgueux                     | 14,24            | 2 367 (2022)                      | 166                | modifier les données · modifier les données |
| Ribagnac                               | 24351      | 24240             | Bergerac         | Sud-Bergeracois                    | CA bergeracoise                           | 11,81            | 334 (2022)                        | 28                 | modifier les données · modifier les données |
| Ribérac                                | 24352      | 24600             | Périgueux        | Ribérac                            | CC du Périgord Ribéracois                 | 22,79            | 3 770 (2022)                      | 165                | modifier les données · modifier les données |
| La Roche-Chalais                       | 24354      | 24490             | Périgueux        | Montpon-Ménestérol                 | CC du Pays de Saint-Aulaye                | 89,40            | 3 023 (2022)                      | 34                 | modifier les données · modifier les données |
| La Rochebeaucourt-et-Argentine         | 24353      | 24340             | Nontron          | Brantôme en Périgord               | CC Dronne et Belle                        | 17,31            | 331 (2022)                        | 19                 | modifier les données · modifier les données |
| La Roque-Gageac                        | 24355      | 24250             | Sarlat-la-Canéda | Sarlat-la-Canéda                   | CC Sarlat-Périgord noir                   | 7,17             | 439 (2022)                        | 61                 | modifier les données · modifier les données |
| Rouffignac-de-Sigoulès                 | 24357      | 24240             | Bergerac         | Sud-Bergeracois                    | CA bergeracoise                           | 6,52             | 321 (2022)                        | 49                 | modifier les données · modifier les données |
| Rouffignac-Saint-Cernin-de-Reilhac     | 24356      | 24580             | Sarlat-la-Canéda | Vallée de l'Homme                  | CC de la Vallée de l'Homme                | 59,90            | 1 662 (2022)                      | 28                 | modifier les données · modifier les données |
| Rudeau-Ladosse                         | 24221      | 24340             | Nontron          | Brantôme en Périgord               | CC Dronne et Belle                        | 13,74            | 154 (2022)                        | 11                 | modifier les données · modifier les données |
| Sadillac                               | 24359      | 24500             | Bergerac         | Sud-Bergeracois                    | CC des Portes Sud Périgord                | 5,63             | 102 (2022)                        | 18                 | modifier les données · modifier les données |
| Sagelat                                | 24360      | 24170             | Sarlat-la-Canéda | Vallée Dordogne                    | CC Vallée de la Dordogne et Forêt Bessède | 7,57             | 317 (2022)                        | 42                 | modifier les données · modifier les données |
| Saint-Agne                             | 24361      | 24520             | Bergerac         | Lalinde                            | CC des Bastides Dordogne-Périgord         | 5,87             | 443 (2022)                        | 75                 | modifier les données · modifier les données |
| Saint-Amand-de-Vergt                   | 24365      | 24380             | Périgueux        | Périgord Central                   | CA Le Grand Périgueux                     | 12,66            | 245 (2022)                        | 19                 | modifier les données · modifier les données |
| Saint-André-d'Allas                    | 24366      | 24200             | Sarlat-la-Canéda | Sarlat-la-Canéda                   | CC Sarlat-Périgord noir                   | 28,77            | 885 (2022)                        | 31                 | modifier les données · modifier les données |
| Saint-André-de-Double                  | 24367      | 24190             | Périgueux        | Ribérac                            | CC du Périgord Ribéracois                 | 27,61            | 168 (2022)                        | 6,1                | modifier les données · modifier les données |
| Saint-Antoine-de-Breuilh               | 24370      | 24230             | Bergerac         | Pays de Montaigne et Gurson        | CC de Montaigne Montravel et Gurson       | 17,82            | 1 784 (2022)                      | 100                | modifier les données · modifier les données |
| Saint-Aquilin                          | 24371      | 24110             | Périgueux        | Vallée de l'Isle                   | CC Isle, Vern, Salembre en Périgord       | 22,35            | 463 (2022)                        | 21                 | modifier les données · modifier les données |
| Saint-Astier                           | 24372      | 24110             | Périgueux        | Saint-Astier                       | CC Isle, Vern, Salembre en Périgord       | 34,25            | 5 309 (2022)                      | 155                | modifier les données · modifier les données |
| Saint-Aubin-de-Cadelech                | 24373      | 24500             | Bergerac         | Sud-Bergeracois                    | CC des Portes Sud Périgord                | 13,66            | 347 (2022)                        | 25                 | modifier les données · modifier les données |
| Saint-Aubin-de-Lanquais                | 24374      | 24560             | Bergerac         | Sud-Bergeracois                    | CC des Portes Sud Périgord                | 9,27             | 357 (2022)                        | 39                 | modifier les données · modifier les données |
| Saint-Aubin-de-Nabirat                 | 24375      | 24250             | Sarlat-la-Canéda | Vallée Dordogne                    | CC de Domme-Villefranche du Périgord      | 6,49             | 157 (2022)                        | 24                 | modifier les données · modifier les données |
| Saint Aulaye-Puymangou                 | 24376      | 24410             | Périgueux        | Montpon-Ménestérol                 | CC du Pays de Saint-Aulaye                | 46,00            | 1 432 (2022)                      | 31                 | modifier les données · modifier les données |
| Saint-Avit-de-Vialard                  | 24377      | 24260             | Sarlat-la-Canéda | Vallée de l'Homme                  | CC de la Vallée de l'Homme                | 8,45             | 151 (2022)                        | 18                 | modifier les données · modifier les données |
| Saint-Avit-Rivière                     | 24378      | 24540             | Bergerac         | Lalinde                            | CC des Bastides Dordogne-Périgord         | 14,00            | 89 (2022)                         | 6,4                | modifier les données · modifier les données |
| Saint-Avit-Sénieur                     | 24379      | 24440             | Bergerac         | Lalinde                            | CC des Bastides Dordogne-Périgord         | 23,40            | 416 (2022)                        | 18                 | modifier les données · modifier les données |
| Saint-Barthélemy-de-Bellegarde         | 24380      | 24700             | Périgueux        | Montpon-Ménestérol                 | CC Isle Double Landais                    | 33,12            | 506 (2022)                        | 15                 | modifier les données · modifier les données |
| Saint-Barthélemy-de-Bussière           | 24381      | 24360             | Nontron          | Périgord Vert Nontronnais          | CC du Périgord Nontronnais                | 15,01            | 215 (2022)                        | 14                 | modifier les données · modifier les données |
| Saint-Capraise-d'Eymet                 | 24383      | 24500             | Bergerac         | Sud-Bergeracois                    | CC des Portes Sud Périgord                | 11,18            | 172 (2022)                        | 15                 | modifier les données · modifier les données |
| Saint-Capraise-de-Lalinde              | 24382      | 24150             | Bergerac         | Lalinde                            | CC des Bastides Dordogne-Périgord         | 3,83             | 526 (2022)                        | 137                | modifier les données · modifier les données |
| Saint-Cassien                          | 24384      | 24540             | Bergerac         | Lalinde                            | CC des Bastides Dordogne-Périgord         | 4,72             | 32 (2022)                         | 6,8                | modifier les données · modifier les données |
| Saint-Cernin-de-l'Herm                 | 24386      | 24550             | Sarlat-la-Canéda | Vallée Dordogne                    | CC de Domme-Villefranche du Périgord      | 16,25            | 195 (2022)                        | 12                 | modifier les données · modifier les données |
| Saint-Cernin-de-Labarde                | 24385      | 24560             | Bergerac         | Sud-Bergeracois                    | CC des Portes Sud Périgord                | 11,39            | 226 (2022)                        | 20                 | modifier les données · modifier les données |
| Saint-Chamassy                         | 24388      | 24260             | Sarlat-la-Canéda | Vallée de l'Homme                  | CC de la Vallée de l'Homme                | 15,60            | 496 (2022)                        | 32                 | modifier les données · modifier les données |
| Saint-Crépin-d'Auberoche               | 24390      | 24330             | Périgueux        | Isle-Manoire                       | CA Le Grand Périgueux                     | 9,56             | 336 (2022)                        | 35                 | modifier les données · modifier les données |
| Saint-Crépin-et-Carlucet               | 24392      | 24590             | Sarlat-la-Canéda | Terrasson-Lavilledieu              | CC du Pays de Fénelon                     | 18,51            | 532 (2022)                        | 29                 | modifier les données · modifier les données |
| Saint-Cybranet                         | 24395      | 24250             | Sarlat-la-Canéda | Vallée Dordogne                    | CC de Domme-Villefranche du Périgord      | 10,33            | 373 (2022)                        | 36                 | modifier les données · modifier les données |
| Saint-Cyprien                          | 24396      | 24220             | Sarlat-la-Canéda | Vallée Dordogne                    | CC Vallée de la Dordogne et Forêt Bessède | 21,50            | 1 566 (2022)                      | 73                 | modifier les données · modifier les données |
| Saint-Cyr-les-Champagnes               | 24397      | 24270             | Nontron          | Isle-Loue-Auvézère                 | CC Isle-Loue-Auvézère en Périgord         | 15,81            | 302 (2022)                        | 19                 | modifier les données · modifier les données |
| Saint-Estèphe                          | 24398      | 24360             | Nontron          | Périgord Vert Nontronnais          | CC du Périgord Nontronnais                | 21,37            | 584 (2022)                        | 27                 | modifier les données · modifier les données |
| Saint-Étienne-de-Puycorbier            | 24399      | 24400             | Périgueux        | Vallée de l'Isle                   | CC Isle et Crempse en Périgord            | 13,54            | 109 (2022)                        | 8,1                | modifier les données · modifier les données |
| Saint-Félix-de-Bourdeilles             | 24403      | 24340             | Nontron          | Brantôme en Périgord               | CC Dronne et Belle                        | 6,06             | 70 (2022)                         | 12                 | modifier les données · modifier les données |
| Saint-Félix-de-Reillac-et-Mortemart    | 24404      | 24260             | Sarlat-la-Canéda | Vallée de l'Homme                  | CC de la Vallée de l'Homme                | 20,31            | 178 (2022)                        | 8,8                | modifier les données · modifier les données |
| Saint-Félix-de-Villadeix               | 24405      | 24510             | Bergerac         | Lalinde                            | CC des Bastides Dordogne-Périgord         | 16,88            | 319 (2022)                        | 19                 | modifier les données · modifier les données |
| Saint-Front-d'Alemps                   | 24408      | 24460             | Nontron          | Thiviers                           | CC Périgord-Limousin                      | 19,02            | 252 (2022)                        | 13                 | modifier les données · modifier les données |
| Saint-Front-de-Pradoux                 | 24409      | 24400             | Périgueux        | Vallée de l'Isle                   | CC Isle et Crempse en Périgord            | 9,01             | 1 157 (2022)                      | 128                | modifier les données · modifier les données |
| Saint-Front-la-Rivière                 | 24410      | 24300             | Nontron          | Périgord Vert Nontronnais          | CC du Périgord Nontronnais                | 17,89            | 497 (2022)                        | 28                 | modifier les données · modifier les données |
| Saint-Front-sur-Nizonne                | 24411      | 24300             | Nontron          | Périgord Vert Nontronnais          | CC du Périgord Nontronnais                | 13,05            | 166 (2022)                        | 13                 | modifier les données · modifier les données |
| Saint-Geniès                           | 24412      | 24590             | Sarlat-la-Canéda | Terrasson-Lavilledieu              | CC du Pays de Fénelon                     | 33,59            | 893 (2022)                        | 27                 | modifier les données · modifier les données |
| Saint-Georges-Blancaneix               | 24413      | 24130             | Bergerac         | Pays de la Force                   | CA bergeracoise                           | 13,62            | 280 (2022)                        | 21                 | modifier les données · modifier les données |
| Saint-Georges-de-Montclard             | 24414      | 24140             | Périgueux        | Périgord Central                   | CC Isle et Crempse en Périgord            | 13,68            | 279 (2022)                        | 20                 | modifier les données · modifier les données |
| Saint-Géraud-de-Corps                  | 24415      | 24700             | Bergerac         | Pays de Montaigne et Gurson        | CC de Montaigne Montravel et Gurson       | 14,95            | 207 (2022)                        | 14                 | modifier les données · modifier les données |
| Saint-Germain-de-Belvès                | 24416      | 24170             | Sarlat-la-Canéda | Vallée Dordogne                    | CC Vallée de la Dordogne et Forêt Bessède | 7,19             | 176 (2022)                        | 24                 | modifier les données · modifier les données |
| Saint-Germain-des-Prés                 | 24417      | 24160             | Nontron          | Isle-Loue-Auvézère                 | CC Isle-Loue-Auvézère en Périgord         | 19,01            | 482 (2022)                        | 25                 | modifier les données · modifier les données |
| Saint-Germain-du-Salembre              | 24418      | 24190             | Périgueux        | Vallée de l'Isle                   | CC Isle, Vern, Salembre en Périgord       | 19,55            | 906 (2022)                        | 46                 | modifier les données · modifier les données |
| Saint-Germain-et-Mons                  | 24419      | 24520             | Bergerac         | Bergerac-2                         | CA bergeracoise                           | 14,13            | 893 (2022)                        | 63                 | modifier les données · modifier les données |
| Saint-Géry                             | 24420      | 24400             | Bergerac         | Pays de la Force                   | CA bergeracoise                           | 18,71            | 243 (2022)                        | 13                 | modifier les données · modifier les données |
| Saint-Geyrac                           | 24421      | 24330             | Périgueux        | Isle-Manoire                       | CA Le Grand Périgueux                     | 17,10            | 192 (2022)                        | 11                 | modifier les données · modifier les données |
| Saint-Hilaire-d'Estissac               | 24422      | 24140             | Périgueux        | Périgord Central                   | CC Isle et Crempse en Périgord            | 6,14             | 126 (2022)                        | 21                 | modifier les données · modifier les données |
| Saint-Jean-d'Ataux                     | 24424      | 24190             | Périgueux        | Vallée de l'Isle                   | CC Isle, Vern, Salembre en Périgord       | 12,11            | 132 (2022)                        | 11                 | modifier les données · modifier les données |
| Saint-Jean-d'Estissac                  | 24426      | 24140             | Périgueux        | Périgord Central                   | CC Isle et Crempse en Périgord            | 12,86            | 158 (2022)                        | 12                 | modifier les données · modifier les données |
| Saint-Jean-de-Côle                     | 24425      | 24800             | Nontron          | Thiviers                           | CC Périgord-Limousin                      | 12,70            | 365 (2022)                        | 29                 | modifier les données · modifier les données |
| Saint-Jory-de-Chalais                  | 24428      | 24800             | Nontron          | Thiviers                           | CC Périgord-Limousin                      | 31,73            | 543 (2022)                        | 17                 | modifier les données · modifier les données |
| Saint-Jory-las-Bloux                   | 24429      | 24160             | Nontron          | Isle-Loue-Auvézère                 | CC Isle-Loue-Auvézère en Périgord         | 16,94            | 239 (2022)                        | 14                 | modifier les données · modifier les données |
| Saint-Julien-de-Lampon                 | 24432      | 24370             | Sarlat-la-Canéda | Terrasson-Lavilledieu              | CC du Pays de Fénelon                     | 13,24            | 657 (2022)                        | 50                 | modifier les données · modifier les données |
| Saint-Julien-Innocence-Eulalie         | 24423      | 24500             | Bergerac         | Sud-Bergeracois                    | CC des Portes Sud Périgord                | 19,73            | 311 (2022)                        | 16                 | modifier les données · modifier les données |
| Saint-Just                             | 24434      | 24320             | Périgueux        | Brantôme en Périgord               | CC du Périgord Ribéracois                 | 11,20            | 145 (2022)                        | 13                 | modifier les données · modifier les données |
| Saint-Laurent-des-Hommes               | 24436      | 24400             | Périgueux        | Vallée de l'Isle                   | CC Isle et Crempse en Périgord            | 31,94            | 1 022 (2022)                      | 32                 | modifier les données · modifier les données |
| Saint-Laurent-des-Vignes               | 24437      | 24100             | Bergerac         | Pays de la Force                   | CA bergeracoise                           | 8,08             | 1 028 (2022)                      | 127                | modifier les données · modifier les données |
| Saint-Laurent-la-Vallée                | 24438      | 24170             | Sarlat-la-Canéda | Vallée Dordogne                    | CC de Domme-Villefranche du Périgord      | 15,07            | 235 (2022)                        | 16                 | modifier les données · modifier les données |
| Saint-Léon-d'Issigeac                  | 24441      | 24560             | Bergerac         | Sud-Bergeracois                    | CC des Portes Sud Périgord                | 5,68             | 146 (2022)                        | 26                 | modifier les données · modifier les données |
| Saint-Léon-sur-l'Isle                  | 24442      | 24110             | Périgueux        | Saint-Astier                       | CC Isle, Vern, Salembre en Périgord       | 14,78            | 2 072 (2022)                      | 140                | modifier les données · modifier les données |
| Saint-Léon-sur-Vézère                  | 24443      | 24290             | Sarlat-la-Canéda | Vallée de l'Homme                  | CC de la Vallée de l'Homme                | 13,76            | 430 (2022)                        | 31                 | modifier les données · modifier les données |
| Saint-Louis-en-l'Isle                  | 24444      | 24400             | Périgueux        | Vallée de l'Isle                   | CC Isle et Crempse en Périgord            | 2,82             | 311 (2022)                        | 110                | modifier les données · modifier les données |
| Saint-Marcel-du-Périgord               | 24445      | 24510             | Bergerac         | Lalinde                            | CC des Bastides Dordogne-Périgord         | 11,46            | 138 (2022)                        | 12                 | modifier les données · modifier les données |
| Saint-Marcory                          | 24446      | 24540             | Bergerac         | Lalinde                            | CC des Bastides Dordogne-Périgord         | 4,76             | 54 (2022)                         | 11                 | modifier les données · modifier les données |
| Saint-Martial-d'Albarède               | 24448      | 24160             | Nontron          | Isle-Loue-Auvézère                 | CC Isle-Loue-Auvézère en Périgord         | 10,28            | 485 (2022)                        | 47                 | modifier les données · modifier les données |
| Saint-Martial-d'Artenset               | 24449      | 24700             | Périgueux        | Montpon-Ménestérol                 | CC Isle Double Landais                    | 32,14            | 944 (2022)                        | 29                 | modifier les données · modifier les données |
| Saint-Martial-de-Nabirat               | 24450      | 24250             | Sarlat-la-Canéda | Vallée Dordogne                    | CC de Domme-Villefranche du Périgord      | 15,57            | 578 (2022)                        | 37                 | modifier les données · modifier les données |
| Saint-Martial-de-Valette               | 24451      | 24300             | Nontron          | Périgord Vert Nontronnais          | CC du Périgord Nontronnais                | 15,71            | 801 (2022)                        | 51                 | modifier les données · modifier les données |
| Saint-Martial-Viveyrol                 | 24452      | 24320             | Périgueux        | Ribérac                            | CC du Périgord Ribéracois                 | 12,63            | 184 (2022)                        | 15                 | modifier les données · modifier les données |
| Saint-Martin-de-Fressengeas            | 24453      | 24800             | Nontron          | Thiviers                           | CC Périgord-Limousin                      | 20,84            | 362 (2022)                        | 17                 | modifier les données · modifier les données |
| Saint-Martin-de-Gurson                 | 24454      | 24610             | Bergerac         | Pays de Montaigne et Gurson        | CC de Montaigne Montravel et Gurson       | 24,58            | 637 (2022)                        | 26                 | modifier les données · modifier les données |
| Saint-Martin-de-Ribérac                | 24455      | 24600             | Périgueux        | Ribérac                            | CC du Périgord Ribéracois                 | 16,38            | 728 (2022)                        | 44                 | modifier les données · modifier les données |
| Saint-Martin-des-Combes                | 24456      | 24140             | Périgueux        | Périgord Central                   | CC Isle et Crempse en Périgord            | 13,99            | 203 (2022)                        | 15                 | modifier les données · modifier les données |
| Saint-Martin-l'Astier                  | 24457      | 24400             | Périgueux        | Vallée de l'Isle                   | CC Isle et Crempse en Périgord            | 9,40             | 140 (2022)                        | 15                 | modifier les données · modifier les données |
| Saint-Martin-le-Pin                    | 24458      | 24300             | Nontron          | Périgord Vert Nontronnais          | CC du Périgord Nontronnais                | 15,54            | 273 (2022)                        | 18                 | modifier les données · modifier les données |
| Saint-Mayme-de-Péreyrol                | 24459      | 24380             | Périgueux        | Périgord Central                   | CA Le Grand Périgueux                     | 10,75            | 287 (2022)                        | 27                 | modifier les données · modifier les données |
| Saint-Méard-de-Drône                   | 24460      | 24600             | Périgueux        | Ribérac                            | CC du Périgord Ribéracois                 | 8,95             | 489 (2022)                        | 55                 | modifier les données · modifier les données |
| Saint-Méard-de-Gurçon                  | 24461      | 24610             | Bergerac         | Pays de Montaigne et Gurson        | CC de Montaigne Montravel et Gurson       | 28,38            | 801 (2022)                        | 28                 | modifier les données · modifier les données |
| Saint-Médard-d'Excideuil               | 24463      | 24160             | Nontron          | Isle-Loue-Auvézère                 | CC Isle-Loue-Auvézère en Périgord         | 18,35            | 545 (2022)                        | 30                 | modifier les données · modifier les données |
| Saint-Médard-de-Mussidan               | 24462      | 24400             | Périgueux        | Vallée de l'Isle                   | CC Isle et Crempse en Périgord            | 24,45            | 1 619 (2022)                      | 66                 | modifier les données · modifier les données |
| Saint-Mesmin                           | 24464      | 24270             | Nontron          | Isle-Loue-Auvézère                 | CC Isle-Loue-Auvézère en Périgord         | 29,58            | 334 (2022)                        | 11                 | modifier les données · modifier les données |
| Saint-Michel-de-Double                 | 24465      | 24400             | Périgueux        | Vallée de l'Isle                   | CC Isle et Crempse en Périgord            | 29,48            | 228 (2022)                        | 7,7                | modifier les données · modifier les données |
| Saint-Michel-de-Montaigne              | 24466      | 24230             | Bergerac         | Pays de Montaigne et Gurson        | CC Castillon-Pujols                       | 9,10             | 323 (2022)                        | 35                 | modifier les données · modifier les données |
| Saint-Michel-de-Villadeix              | 24468      | 24380             | Périgueux        | Périgord Central                   | CA Le Grand Périgueux                     | 14,17            | 299 (2022)                        | 21                 | modifier les données · modifier les données |
| Saint-Nexans                           | 24472      | 24520             | Bergerac         | Bergerac-2                         | CA bergeracoise                           | 12,38            | 1 013 (2022)                      | 82                 | modifier les données · modifier les données |
| Saint-Pancrace                         | 24474      | 24530             | Nontron          | Brantôme en Périgord               | CC Dronne et Belle                        | 6,69             | 150 (2022)                        | 22                 | modifier les données · modifier les données |
| Saint-Pantaly-d'Excideuil              | 24476      | 24160             | Nontron          | Isle-Loue-Auvézère                 | CC Isle-Loue-Auvézère en Périgord         | 8,46             | 160 (2022)                        | 19                 | modifier les données · modifier les données |
| Saint-Pardoux-de-Drône                 | 24477      | 24600             | Périgueux        | Ribérac                            | CC du Périgord Ribéracois                 | 8,69             | 191 (2022)                        | 22                 | modifier les données · modifier les données |
| Saint-Pardoux-et-Vielvic               | 24478      | 24170             | Sarlat-la-Canéda | Vallée Dordogne                    | CC Vallée de la Dordogne et Forêt Bessède | 14,23            | 187 (2022)                        | 13                 | modifier les données · modifier les données |
| Saint-Pardoux-la-Rivière               | 24479      | 24470             | Nontron          | Périgord Vert Nontronnais          | CC du Périgord Nontronnais                | 23,84            | 1 170 (2022)                      | 49                 | modifier les données · modifier les données |
| Saint-Paul-de-Serre                    | 24480      | 24380             | Périgueux        | Périgord Central                   | CA Le Grand Périgueux                     | 10,44            | 333 (2022)                        | 32                 | modifier les données · modifier les données |
| Saint-Paul-la-Roche                    | 24481      | 24800             | Nontron          | Thiviers                           | CC Périgord-Limousin                      | 39,22            | 533 (2022)                        | 14                 | modifier les données · modifier les données |
| Saint-Paul-Lizonne                     | 24482      | 24320             | Périgueux        | Ribérac                            | CC du Périgord Ribéracois                 | 9,28             | 277 (2022)                        | 30                 | modifier les données · modifier les données |
| Saint-Perdoux                          | 24483      | 24560             | Bergerac         | Sud-Bergeracois                    | CC des Portes Sud Périgord                | 7,43             | 142 (2022)                        | 19                 | modifier les données · modifier les données |
| Saint-Pierre-d'Eyraud                  | 24487      | 24130             | Bergerac         | Pays de la Force                   | CA bergeracoise                           | 26,16            | 1 801 (2022)                      | 69                 | modifier les données · modifier les données |
| Saint-Pierre-de-Chignac                | 24484      | 24330             | Périgueux        | Isle-Manoire                       | CA Le Grand Périgueux                     | 15,70            | 944 (2022)                        | 60                 | modifier les données · modifier les données |
| Saint-Pierre-de-Côle                   | 24485      | 24800             | Nontron          | Thiviers                           | CC Périgord-Limousin                      | 19,85            | 428 (2022)                        | 22                 | modifier les données · modifier les données |
| Saint-Pierre-de-Frugie                 | 24486      | 24450             | Nontron          | Thiviers                           | CC Périgord-Limousin                      | 21,74            | 482 (2022)                        | 22                 | modifier les données · modifier les données |
| Saint-Pompon                           | 24488      | 24170             | Sarlat-la-Canéda | Vallée Dordogne                    | CC de Domme-Villefranche du Périgord      | 27,40            | 363 (2022)                        | 13                 | modifier les données · modifier les données |
| Saint-Priest-les-Fougères              | 24489      | 24450             | Nontron          | Thiviers                           | CC Périgord-Limousin                      | 20,86            | 376 (2022)                        | 18                 | modifier les données · modifier les données |
| Saint Privat en Périgord               | 24490      | 24410             | Périgueux        | Montpon-Ménestérol                 | CC du Pays de Saint-Aulaye                | 44,04            | 1 127 (2022)                      | 26                 | modifier les données · modifier les données |
| Saint-Rabier                           | 24491      | 24210             | Sarlat-la-Canéda | Le Haut-Périgord Noir              | CC Terrassonnais Haut Périgord Noir       | 15,87            | 560 (2022)                        | 35                 | modifier les données · modifier les données |
| Saint-Raphaël                          | 24493      | 24160             | Nontron          | Isle-Loue-Auvézère                 | CC Isle-Loue-Auvézère en Périgord         | 7,13             | 94 (2022)                         | 13                 | modifier les données · modifier les données |
| Saint-Rémy                             | 24494      | 24700             | Bergerac         | Pays de Montaigne et Gurson        | CC de Montaigne Montravel et Gurson       | 22,26            | 502 (2022)                        | 23                 | modifier les données · modifier les données |
| Saint-Romain-de-Monpazier              | 24495      | 24540             | Bergerac         | Lalinde                            | CC des Bastides Dordogne-Périgord         | 7,48             | 108 (2022)                        | 14                 | modifier les données · modifier les données |
| Saint-Romain-et-Saint-Clément          | 24496      | 24800             | Nontron          | Thiviers                           | CC Périgord-Limousin                      | 13,80            | 331 (2022)                        | 24                 | modifier les données · modifier les données |
| Saint-Saud-Lacoussière                 | 24498      | 24470             | Nontron          | Périgord Vert Nontronnais          | CC du Périgord Nontronnais                | 58,04            | 823 (2022)                        | 14                 | modifier les données · modifier les données |
| Saint-Sauveur                          | 24499      | 24520             | Bergerac         | Bergerac-2                         | CA bergeracoise                           | 9,31             | 855 (2022)                        | 92                 | modifier les données · modifier les données |
| Saint-Sauveur-Lalande                  | 24500      | 24700             | Périgueux        | Montpon-Ménestérol                 | CC Isle Double Landais                    | 9,30             | 149 (2022)                        | 16                 | modifier les données · modifier les données |
| Saint-Seurin-de-Prats                  | 24501      | 24230             | Bergerac         | Pays de Montaigne et Gurson        | CC de Montaigne Montravel et Gurson       | 5,56             | 461 (2022)                        | 83                 | modifier les données · modifier les données |
| Saint-Séverin-d'Estissac               | 24502      | 24190             | Périgueux        | Vallée de l'Isle                   | CC Isle, Vern, Salembre en Périgord       | 5,31             | 91 (2022)                         | 17                 | modifier les données · modifier les données |
| Saint-Sulpice-d'Excideuil              | 24505      | 24800             | Nontron          | Isle-Loue-Auvézère                 | CC Isle-Loue-Auvézère en Périgord         | 19,72            | 368 (2022)                        | 19                 | modifier les données · modifier les données |
| Saint-Sulpice-de-Roumagnac             | 24504      | 24600             | Périgueux        | Ribérac                            | CC du Périgord Ribéracois                 | 10,70            | 283 (2022)                        | 26                 | modifier les données · modifier les données |
| Saint-Victor                           | 24508      | 24350             | Périgueux        | Brantôme en Périgord               | CC du Périgord Ribéracois                 | 5,12             | 212 (2022)                        | 41                 | modifier les données · modifier les données |
| Saint-Vincent-de-Connezac              | 24509      | 24190             | Périgueux        | Ribérac                            | CC du Périgord Ribéracois                 | 14,81            | 671 (2022)                        | 45                 | modifier les données · modifier les données |
| Saint-Vincent-de-Cosse                 | 24510      | 24220             | Sarlat-la-Canéda | Sarlat-la-Canéda                   | CC Sarlat-Périgord noir                   | 7,19             | 384 (2022)                        | 53                 | modifier les données · modifier les données |
| Saint-Vincent-Jalmoutiers              | 24511      | 24410             | Périgueux        | Montpon-Ménestérol                 | CC du Pays de Saint-Aulaye                | 16,21            | 220 (2022)                        | 14                 | modifier les données · modifier les données |
| Saint-Vincent-le-Paluel                | 24512      | 24200             | Sarlat-la-Canéda | Sarlat-la-Canéda                   | CC Sarlat-Périgord noir                   | 6,86             | 293 (2022)                        | 43                 | modifier les données · modifier les données |
| Saint-Vincent-sur-l'Isle               | 24513      | 24420             | Nontron          | Isle-Loue-Auvézère                 | CC Isle-Loue-Auvézère en Périgord         | 9,98             | 309 (2022)                        | 31                 | modifier les données · modifier les données |
| Saint-Vivien                           | 24514      | 24230             | Bergerac         | Pays de Montaigne et Gurson        | CC de Montaigne Montravel et Gurson       | 8,53             | 238 (2022)                        | 28                 | modifier les données · modifier les données |
| Sainte-Croix                           | 24393      | 24440             | Bergerac         | Lalinde                            | CC des Bastides Dordogne-Périgord         | 12,87            | 85 (2022)                         | 6,6                | modifier les données · modifier les données |
| Sainte-Croix-de-Mareuil                | 24394      | 24340             | Nontron          | Brantôme en Périgord               | CC Dronne et Belle                        | 11,93            | 144 (2022)                        | 12                 | modifier les données · modifier les données |
| Sainte-Eulalie-d'Ans                   | 24401      | 24640             | Sarlat-la-Canéda | Le Haut-Périgord Noir              | CC Terrassonnais Haut Périgord Noir       | 11,83            | 296 (2022)                        | 25                 | modifier les données · modifier les données |
| Sainte-Foy-de-Belvès                   | 24406      | 24170             | Sarlat-la-Canéda | Vallée Dordogne                    | CC Vallée de la Dordogne et Forêt Bessède | 7,41             | 141 (2022)                        | 19                 | modifier les données · modifier les données |
| Sainte-Foy-de-Longas                   | 24407      | 24510             | Bergerac         | Lalinde                            | CC des Bastides Dordogne-Périgord         | 16,18            | 244 (2022)                        | 15                 | modifier les données · modifier les données |
| Sainte-Mondane                         | 24470      | 24370             | Sarlat-la-Canéda | Terrasson-Lavilledieu              | CC du Pays de Fénelon                     | 9,63             | 301 (2022)                        | 31                 | modifier les données · modifier les données |
| Sainte-Nathalène                       | 24471      | 24200             | Sarlat-la-Canéda | Sarlat-la-Canéda                   | CC Sarlat-Périgord noir                   | 13,57            | 648 (2022)                        | 48                 | modifier les données · modifier les données |
| Sainte-Orse                            | 24473      | 24210             | Sarlat-la-Canéda | Le Haut-Périgord Noir              | CC Terrassonnais Haut Périgord Noir       | 23,54            | 349 (2022)                        | 15                 | modifier les données · modifier les données |
| Sainte-Radegonde                       | 24492      | 24560             | Bergerac         | Sud-Bergeracois                    | CC des Portes Sud Périgord                | 4,81             | 76 (2022)                         | 16                 | modifier les données · modifier les données |
| Sainte-Trie                            | 24507      | 24160             | Sarlat-la-Canéda | Le Haut-Périgord Noir              | CC Terrassonnais Haut Périgord Noir       | 10,91            | 113 (2022)                        | 10                 | modifier les données · modifier les données |
| Salagnac                               | 24515      | 24160             | Nontron          | Isle-Loue-Auvézère                 | CC Isle-Loue-Auvézère en Périgord         | 9,08             | 717 (2022)                        | 79                 | modifier les données · modifier les données |
| Salignac-Eyvigues                      | 24516      | 24590             | Sarlat-la-Canéda | Terrasson-Lavilledieu              | CC du Pays de Fénelon                     | 43,48            | 1 184 (2022)                      | 27                 | modifier les données · modifier les données |
| Salles-de-Belvès                       | 24517      | 24170             | Sarlat-la-Canéda | Vallée Dordogne                    | CC Vallée de la Dordogne et Forêt Bessède | 8,76             | 77 (2022)                         | 8,8                | modifier les données · modifier les données |
| Salon                                  | 24518      | 24380             | Périgueux        | Périgord Central                   | CA Le Grand Périgueux                     | 16,97            | 275 (2022)                        | 16                 | modifier les données · modifier les données |
| Sanilhac                               | 24312      | 24380 24660 24750 | Périgueux        | Isle-Manoire Périgord Central      | CA Le Grand Périgueux                     | 59,90            | 4 720 (2022)                      | 79                 | modifier les données · modifier les données |
| Sarlande                               | 24519      | 24270             | Nontron          | Isle-Loue-Auvézère                 | CC Isle-Loue-Auvézère en Périgord         | 34,74            | 423 (2022)                        | 12                 | modifier les données · modifier les données |
| Sarlat-la-Canéda                       | 24520      | 24200             | Sarlat-la-Canéda | Sarlat-la-Canéda                   | CC Sarlat-Périgord noir                   | 47,13            | 8 786 (2022)                      | 186                | modifier les données · modifier les données |
| Sarliac-sur-l'Isle                     | 24521      | 24420             | Périgueux        | Trélissac                          | CA Le Grand Périgueux                     | 9,57             | 1 050 (2022)                      | 110                | modifier les données · modifier les données |
| Sarrazac                               | 24522      | 24800             | Nontron          | Isle-Loue-Auvézère                 | CC Isle-Loue-Auvézère en Périgord         | 29,89            | 364 (2022)                        | 12                 | modifier les données · modifier les données |
| Saussignac                             | 24523      | 24240             | Bergerac         | Sud-Bergeracois                    | CA bergeracoise                           | 8,97             | 412 (2022)                        | 46                 | modifier les données · modifier les données |
| Savignac-de-Miremont                   | 24524      | 24260             | Sarlat-la-Canéda | Vallée de l'Homme                  | CC de la Vallée de l'Homme                | 7,62             | 174 (2022)                        | 23                 | modifier les données · modifier les données |
| Savignac-de-Nontron                    | 24525      | 24300             | Nontron          | Périgord Vert Nontronnais          | CC du Périgord Nontronnais                | 9,69             | 205 (2022)                        | 21                 | modifier les données · modifier les données |
| Savignac-Lédrier                       | 24526      | 24270             | Nontron          | Isle-Loue-Auvézère                 | CC Isle-Loue-Auvézère en Périgord         | 26,90            | 715 (2022)                        | 27                 | modifier les données · modifier les données |
| Savignac-les-Églises                   | 24527      | 24420             | Périgueux        | Isle-Loue-Auvézère                 | CA Le Grand Périgueux                     | 21,90            | 947 (2022)                        | 43                 | modifier les données · modifier les données |
| Sceau-Saint-Angel                      | 24528      | 24300             | Nontron          | Périgord Vert Nontronnais          | CC du Périgord Nontronnais                | 17,49            | 126 (2022)                        | 7,2                | modifier les données · modifier les données |
| Segonzac                               | 24529      | 24600             | Périgueux        | Brantôme en Périgord               | CC du Périgord Ribéracois                 | 3,88             | 204 (2022)                        | 53                 | modifier les données · modifier les données |
| Sergeac                                | 24531      | 24290             | Sarlat-la-Canéda | Vallée de l'Homme                  | CC de la Vallée de l'Homme                | 10,71            | 215 (2022)                        | 20                 | modifier les données · modifier les données |
| Serres-et-Montguyard                   | 24532      | 24500             | Bergerac         | Sud-Bergeracois                    | CC des Portes Sud Périgord                | 6,85             | 237 (2022)                        | 35                 | modifier les données · modifier les données |
| Servanches                             | 24533      | 24410             | Périgueux        | Montpon-Ménestérol                 | CC du Pays de Saint-Aulaye                | 20,56            | 77 (2022)                         | 3,7                | modifier les données · modifier les données |
| Sigoulès-et-Flaugeac                   | 24534      | 24240             | Bergerac         | Sud-Bergeracois                    | CA bergeracoise                           | 18,21            | 1 251 (2022)                      | 69                 | modifier les données · modifier les données |
| Simeyrols                              | 24535      | 24370             | Sarlat-la-Canéda | Terrasson-Lavilledieu              | CC du Pays de Fénelon                     | 9,26             | 256 (2022)                        | 28                 | modifier les données · modifier les données |
| Singleyrac                             | 24536      | 24500             | Bergerac         | Sud-Bergeracois                    | CC des Portes Sud Périgord                | 7,09             | 314 (2022)                        | 44                 | modifier les données · modifier les données |
| Siorac-de-Ribérac                      | 24537      | 24600             | Périgueux        | Ribérac                            | CC du Périgord Ribéracois                 | 20,86            | 259 (2022)                        | 12                 | modifier les données · modifier les données |
| Siorac-en-Périgord                     | 24538      | 24170             | Sarlat-la-Canéda | Vallée Dordogne                    | CC Vallée de la Dordogne et Forêt Bessède | 11,77            | 1 079 (2022)                      | 92                 | modifier les données · modifier les données |
| Sorges et Ligueux en Périgord          | 24540      | 24420 24460       | Périgueux        | Thiviers                           | CA Le Grand Périgueux                     | 54,04            | 1 639 (2022)                      | 30                 | modifier les données · modifier les données |
| Soudat                                 | 24541      | 24360             | Nontron          | Périgord Vert Nontronnais          | CC du Périgord Nontronnais                | 8,82             | 102 (2022)                        | 12                 | modifier les données · modifier les données |
| Soulaures                              | 24542      | 24540             | Bergerac         | Lalinde                            | CC des Bastides Dordogne-Périgord         | 10,28            | 70 (2022)                         | 6,8                | modifier les données · modifier les données |
| Sourzac                                | 24543      | 24400             | Périgueux        | Vallée de l'Isle                   | CC Isle, Vern, Salembre en Périgord       | 23,37            | 1 127 (2022)                      | 48                 | modifier les données · modifier les données |
| Tamniès                                | 24544      | 24620             | Sarlat-la-Canéda | Sarlat-la-Canéda                   | CC Sarlat-Périgord noir                   | 19,09            | 405 (2022)                        | 21                 | modifier les données · modifier les données |
| Teillots                               | 24545      | 24390             | Sarlat-la-Canéda | Le Haut-Périgord Noir              | CC Terrassonnais Haut Périgord Noir       | 10,02            | 99 (2022)                         | 9,9                | modifier les données · modifier les données |
| Temple-Laguyon                         | 24546      | 24390             | Sarlat-la-Canéda | Le Haut-Périgord Noir              | CC Terrassonnais Haut Périgord Noir       | 2,94             | 35 (2022)                         | 12                 | modifier les données · modifier les données |
| Terrasson-Lavilledieu                  | 24547      | 24120             | Sarlat-la-Canéda | Terrasson-Lavilledieu              | CC Terrassonnais Haut Périgord Noir       | 39,34            | 6 262 (2022)                      | 159                | modifier les données · modifier les données |
| Teyjat                                 | 24548      | 24300             | Nontron          | Périgord Vert Nontronnais          | CC du Périgord Nontronnais                | 16,99            | 279 (2022)                        | 16                 | modifier les données · modifier les données |
| Thénac                                 | 24549      | 24240             | Bergerac         | Sud-Bergeracois                    | CA bergeracoise                           | 20,34            | 443 (2022)                        | 22                 | modifier les données · modifier les données |
| Thenon                                 | 24550      | 24210             | Sarlat-la-Canéda | Le Haut-Périgord Noir              | CC Terrassonnais Haut Périgord Noir       | 25,92            | 1 267 (2022)                      | 49                 | modifier les données · modifier les données |
| Thiviers                               | 24551      | 24800             | Nontron          | Thiviers                           | CC Périgord-Limousin                      | 27,77            | 2 889 (2022)                      | 104                | modifier les données · modifier les données |
| Thonac                                 | 24552      | 24290             | Sarlat-la-Canéda | Vallée de l'Homme                  | CC de la Vallée de l'Homme                | 11,62            | 268 (2022)                        | 23                 | modifier les données · modifier les données |
| Tocane-Saint-Apre                      | 24553      | 24350             | Périgueux        | Brantôme en Périgord               | CC du Périgord Ribéracois                 | 32,35            | 1 757 (2022)                      | 54                 | modifier les données · modifier les données |
| La Tour-Blanche-Cercles                | 24554      | 24320             | Périgueux        | Ribérac                            | CC du Périgord Ribéracois                 | 23,18            | 549 (2022)                        | 24                 | modifier les données · modifier les données |
| Tourtoirac                             | 24555      | 24390             | Sarlat-la-Canéda | Le Haut-Périgord Noir              | CC Terrassonnais Haut Périgord Noir       | 25,43            | 638 (2022)                        | 25                 | modifier les données · modifier les données |
| Trélissac                              | 24557      | 24750             | Périgueux        | Trélissac                          | CA Le Grand Périgueux                     | 22,88            | 7 319 (2022)                      | 320                | modifier les données · modifier les données |
| Trémolat                               | 24558      | 24510             | Bergerac         | Périgord Central                   | CC des Bastides Dordogne-Périgord         | 14,03            | 629 (2022)                        | 45                 | modifier les données · modifier les données |
| Tursac                                 | 24559      | 24620             | Sarlat-la-Canéda | Vallée de l'Homme                  | CC de la Vallée de l'Homme                | 17,71            | 339 (2022)                        | 19                 | modifier les données · modifier les données |
| Urval                                  | 24560      | 24480             | Bergerac         | Lalinde                            | CC des Bastides Dordogne-Périgord         | 13,38            | 115 (2022)                        | 8,6                | modifier les données · modifier les données |
| Val de Louyre et Caudeau               | 24362      | 24380 24510       | Périgueux        | Périgord Central                   | CA Le Grand Périgueux                     | 82,12            | 1 592 (2022)                      | 19                 | modifier les données · modifier les données |
| Vallereuil                             | 24562      | 24190             | Périgueux        | Vallée de l'Isle                   | CC Isle, Vern, Salembre en Périgord       | 9,27             | 261 (2022)                        | 28                 | modifier les données · modifier les données |
| Valojoulx                              | 24563      | 24290             | Sarlat-la-Canéda | Vallée de l'Homme                  | CC de la Vallée de l'Homme                | 11,79            | 286 (2022)                        | 24                 | modifier les données · modifier les données |
| Vanxains                               | 24564      | 24600             | Périgueux        | Ribérac                            | CC du Périgord Ribéracois                 | 35,89            | 692 (2022)                        | 19                 | modifier les données · modifier les données |
| Varaignes                              | 24565      | 24360             | Nontron          | Périgord Vert Nontronnais          | CC du Périgord Nontronnais                | 16,60            | 357 (2022)                        | 22                 | modifier les données · modifier les données |
| Varennes                               | 24566      | 24150             | Bergerac         | Lalinde                            | CC des Bastides Dordogne-Périgord         | 4,05             | 460 (2022)                        | 114                | modifier les données · modifier les données |
| Vaunac                                 | 24567      | 24800             | Nontron          | Thiviers                           | CC Périgord-Limousin                      | 13,78            | 240 (2022)                        | 17                 | modifier les données · modifier les données |
| Vélines                                | 24568      | 24230             | Bergerac         | Pays de Montaigne et Gurson        | CC de Montaigne Montravel et Gurson       | 10,47            | 1 058 (2022)                      | 101                | modifier les données · modifier les données |
| Vendoire                               | 24569      | 24320             | Périgueux        | Ribérac                            | CC du Périgord Ribéracois                 | 11,65            | 135 (2022)                        | 12                 | modifier les données · modifier les données |
| Verdon                                 | 24570      | 24520             | Bergerac         | Lalinde                            | CC des Bastides Dordogne-Périgord         | 4,95             | 36 (2022)                         | 7,3                | modifier les données · modifier les données |
| Vergt                                  | 24571      | 24380             | Périgueux        | Périgord Central                   | CA Le Grand Périgueux                     | 32,52            | 1 750 (2022)                      | 54                 | modifier les données · modifier les données |
| Vergt-de-Biron                         | 24572      | 24540             | Bergerac         | Lalinde                            | CC des Bastides Dordogne-Périgord         | 16,17            | 188 (2022)                        | 12                 | modifier les données · modifier les données |
| Verteillac                             | 24573      | 24320             | Périgueux        | Ribérac                            | CC du Périgord Ribéracois                 | 18,44            | 546 (2022)                        | 30                 | modifier les données · modifier les données |
| Veyrignac                              | 24574      | 24370             | Sarlat-la-Canéda | Terrasson-Lavilledieu              | CC du Pays de Fénelon                     | 9,54             | 325 (2022)                        | 34                 | modifier les données · modifier les données |
| Veyrines-de-Domme                      | 24575      | 24250             | Sarlat-la-Canéda | Vallée Dordogne                    | CC de Domme-Villefranche du Périgord      | 11,44            | 235 (2022)                        | 21                 | modifier les données · modifier les données |
| Veyrines-de-Vergt                      | 24576      | 24380             | Périgueux        | Périgord Central                   | CA Le Grand Périgueux                     | 11,91            | 247 (2022)                        | 21                 | modifier les données · modifier les données |
| Vézac                                  | 24577      | 24220             | Sarlat-la-Canéda | Sarlat-la-Canéda                   | CC Sarlat-Périgord noir                   | 12,97            | 512 (2022)                        | 39                 | modifier les données · modifier les données |
| Villac                                 | 24580      | 24120             | Sarlat-la-Canéda | Le Haut-Périgord Noir              | CC Terrassonnais Haut Périgord Noir       | 20,61            | 285 (2022)                        | 14                 | modifier les données · modifier les données |
| Villamblard                            | 24581      | 24140             | Périgueux        | Périgord Central                   | CC Isle et Crempse en Périgord            | 20,43            | 870 (2022)                        | 43                 | modifier les données · modifier les données |
| Villars                                | 24582      | 24530             | Nontron          | Brantôme en Périgord               | CC Dronne et Belle                        | 27,67            | 464 (2022)                        | 17                 | modifier les données · modifier les données |
| Villefranche-de-Lonchat                | 24584      | 24610             | Bergerac         | Pays de Montaigne et Gurson        | CC de Montaigne Montravel et Gurson       | 14,98            | 956 (2022)                        | 64                 | modifier les données · modifier les données |
| Villefranche-du-Périgord               | 24585      | 24550             | Sarlat-la-Canéda | Vallée Dordogne                    | CC de Domme-Villefranche du Périgord      | 24,50            | 671 (2022)                        | 27                 | modifier les données · modifier les données |
| Villetoureix                           | 24586      | 24600             | Périgueux        | Ribérac                            | CC du Périgord Ribéracois                 | 16,40            | 893 (2022)                        | 54                 | modifier les données · modifier les données |
| Vitrac                                 | 24587      | 24200             | Sarlat-la-Canéda | Sarlat-la-Canéda                   | CC Sarlat-Périgord noir                   | 14,38            | 857 (2022)                        | 60                 | modifier les données · modifier les données |
| Dordogne                               | 24         |                   |                  |                                    |                                           | 9 060,00         | 416 325 (2022)                    | 46                 | modifier les données                        |